# Campionato mondiale di Formula 1 1975
Il campionato mondiale di Formula 1 1975 organizzato dalla FIA è stato, nella storia della categoria, il 26° ad assegnare il campionato piloti e il 18° ad assegnare il campionato costruttori. È iniziato il 12 gennaio e terminato il 5 ottobre, dopo 14 gare, una in meno rispetto alla stagione precedente. Il titolo dei piloti è andato per la prima volta a Niki Lauda e il titolo costruttori per la terza volta alla Scuderia Ferrari.

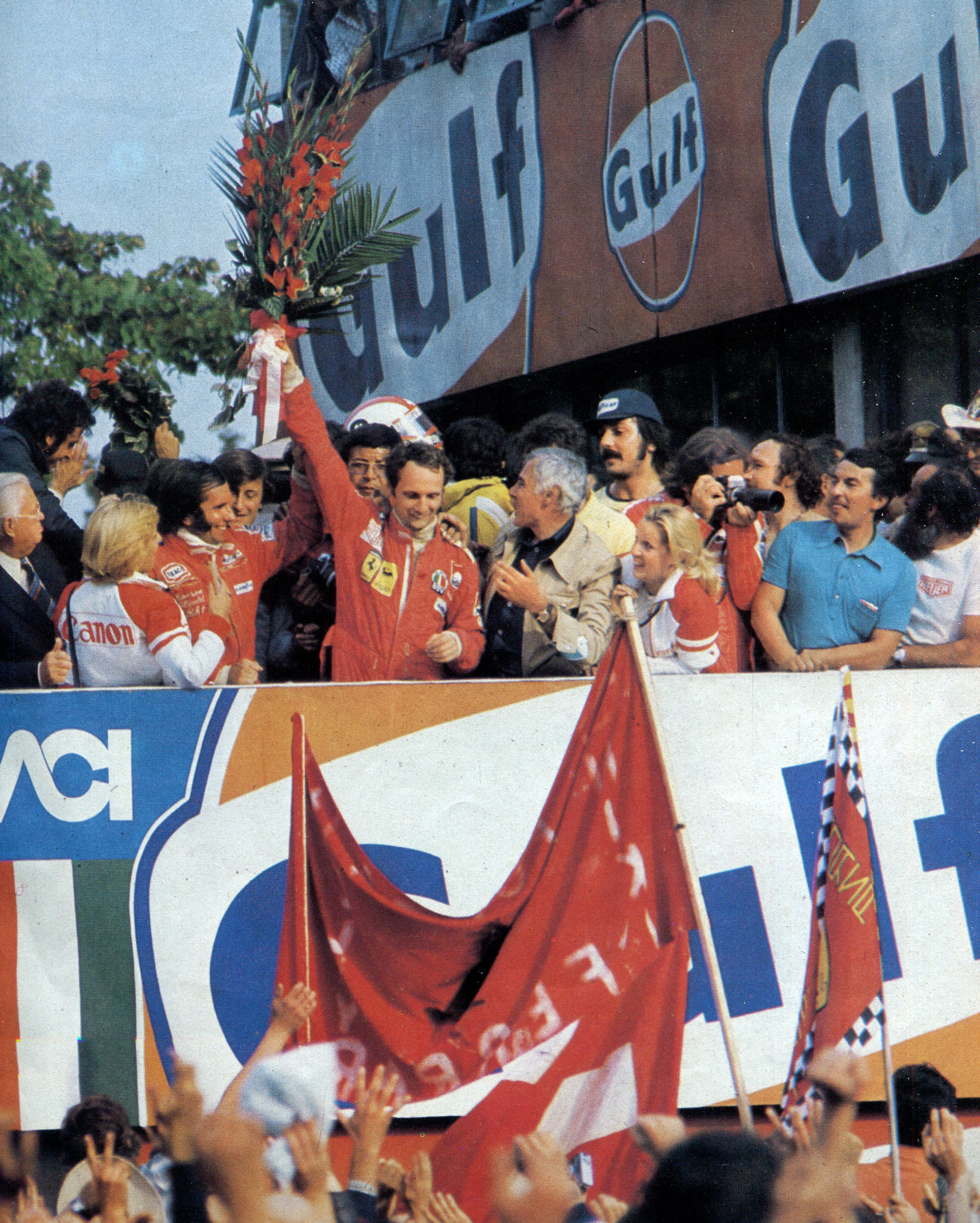
Niki Lauda festeggia il terzo posto nel Gran Premio d'Italia, piazzamento che gli valse il primo dei suoi tre titoli mondiali.

## La pre-stagione

### Il calendario
Le gare previste erano 15 anche se poi saltò quella in Canada, prevista per il 21 settembre sul Mosport Park. Non venne trovato l'accordo tra scuderie e organizzatori in merito al rimborso da garantire ai partecipanti. La decisione venne annunciata il 3 agosto, nel corso del fine settimana del Gran Premio di Germania. Nella stessa occasione venne confermato il Gran Premio degli Stati Uniti, anch'esso in dubbio per motivi simili.
| Gara | Nome ufficiale del gran premio        | Circuito                                   | Sede                      | Data        | Ora    | Ora   | Ora   | Diretta TV        |
| Gara | Nome ufficiale del gran premio        | Circuito                                   | Sede                      | Data        | Locale | UTC   | ITA   | Diretta TV        |
| ---- | ------------------------------------- | ------------------------------------------ | ------------------------- | ----------- | ------ | ----- | ----- | ----------------- |
| 1    | Gran Premio de la Republica Argentina | Autódromo Municipal Ciudad de Buenos Aires | Buenos Aires              | 12 gennaio  | 16:30  | 19:30 | 20:30 | Non trasmesso     |
| 2    | Grande Prêmio do Brasil               | Circuito di Interlagos                     | San Paolo del Brasile     | 26 gennaio  | 12:00  | 15:00 | 16:00 | Non trasmesso     |
| 3    | Lucky Strike South African Grand Prix | Circuito di Kyalami                        | Midrand                   | 1º marzo    | 14:00  | 12:00 | 13:00 | Non trasmesso     |
| 4    | Gran Premio de España                 | Circuito del Montjuich                     | Barcellona                | 27 aprile   | 12:30  | 11:30 | 12:30 | Secondo Programma |
| 5    | Grand Prix Automobile de Monaco       | Circuito di Monte Carlo                    | Monaco                    | 11 maggio   | 15:30  | 14:30 | 15:30 | Secondo Programma |
| 6    | Grote Prijs van België                | Circuito Terlaemen di Zolder               | Heusden-Zolder            | 25 maggio   | 15:30  | 14:30 | 15:30 | Secondo Programma |
| 7    | Polar Sveriges Grand Prix             | Circuito di Anderstorp                     | Anderstorp                | 8 giugno    | 13:30  | 12:30 | 13:30 | Secondo Programma |
| 8    | Grote Prijs van Nederland             | Zandvoort Park                             | Zandvoort                 | 22 giugno   | 15:15  | 14:15 | 15:15 | Secondo Programma |
| 9    | Grand Prix de France                  | Circuito Paul Ricard                       | Le Castelet               | 6 luglio    | 14:30  | 13:30 | 14:30 | Secondo Programma |
| 10   | John Player British Grand Prix        | Circuito di Silverstone                    | Silverstone               | 19 luglio   | 14:00  | 14:00 | 15:00 | Secondo Programma |
| 11   | Großer Preis von Deutschland          | Nürburgring                                | Nürburg                   | 3 agosto    | 13:00  | 12:00 | 13:00 | Secondo Programma |
| 12   | Memphis Großer Preis von Österreich   | Österreichring                             | Spielberg bei Knittelfeld | 17 agosto   | 15:00  | 14:00 | 15:00 | Secondo Programma |
| 13   | Gran Premio d'Italia                  | Autodromo nazionale di Monza               | Monza                     | 7 settembre | 15:30  | 14:30 | 15:30 | Secondo Programma |
| 14   | Grand Prix of the United States       | Watkins Glen International                 | Watkins Glen              | 5 ottobre   | 15:05  | 20:05 | 21:05 | Non trasmesso     |

### Accordi e fornitori

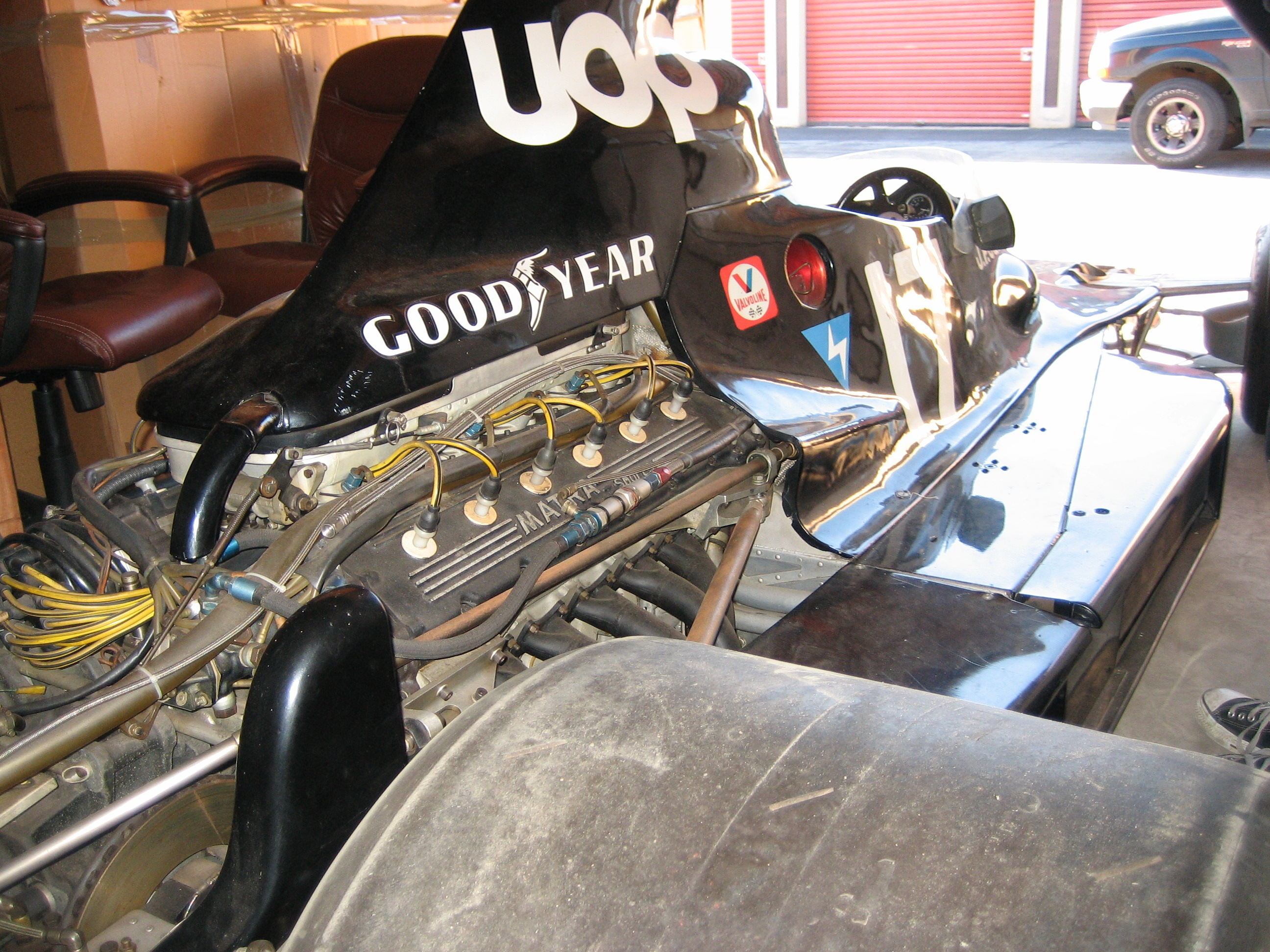
Il motore Matra montato sulla Shadow DN7. La casa francese tornava in F1 dopo tre stagioni.

Tutte le vetture impiegarono pneumatici della Goodyear. Solo la nipponica Maki annunciò l'utilizzo di pneumatici Firestone nei gran premi del Belgio e di Svezia, a cui non partecipò a causa dell'indisponibilità della vettura.
La Hill impiegò nella prima fase della stagione un telaio costruito dalla Lola, come avvenuto nel 1974.
Tutte le scuderie utilizzarono quale propulsore il Ford Cosworth DFV, tranne la Ferrari e la BRM, che costruirono il motore in proprio. La Shadow impiegò nel Gran Premio d'Austria e nel Gran Premio d'Italia, su una delle vetture, il modello Shadow DN7, un propulsore della Matra. La casa francese fece così il suo rientro in F1 dopo tre anni; l'ultima partecipazione risaliva al Gran Premio degli Stati Uniti, in cui montava il motore su una propria vettura. La casa francese aveva già partecipato, come motorista, a 44 gran premi, esordendo nel 1968, ottenendo due pole; come costruttore aveva fatto il suo esordio nel 1967, e aveva vinto il titolo piloti con Jackie Stewart nel 1969, su una vettura però motorizzata Ford Cosworth.
Era dal Gran Premio di Gran Bretagna 1973 che non si verificava che ben quattro diversi motoristi fossero presenti al via di un Gran Premio valido per il mondiale (oltre alla Matra, erano presenti in Austria anche Ford-Cosworth, Ferrari e BRM).

## Scuderie e piloti

### Scuderie

Jacques Laffite con Frank Williams nelle prove del GP d'Argentina. Fu il gp d'esordio per Williams come costruttore di vetture che portavano il suo nome.

Per la prima volta Frank Williams schierò delle vetture costruite da lui e che portavano il suo nome: nel 1974 infatti le sue vetture erano denominate Iso-Marlboro. Esordì anche la scuderia brasiliana Copersucar, con al volante Wilson Fittipaldi, fratello di Emerson, campione del mondo uscente. Per le prime due corse si iscrisse anche il costruttore argentino Berta che aveva ottimi risultati nelle corse nazionali, ma non scese mai in pista; non si presentò alle successive prove. La March prima annunciò il ritiro dalla Formula 1, poi cambiò idea e schierò per il 1975 due piloti italiani: Vittorio Brambilla e Lella Lombardi. Da quest'anno l'impiego di terze vetture venne molto limitato tanto da diventare eccezione.
La Hill, dopo aver utilizzato dei telai clienti nel 1973 (acquistati dalla Shadow) e nel 1974 dalla Lola, dal Gran Premio di Spagna ribattezzò la vettura della Lola col proprio nome, diventando costruttore in prima persona. Dopo il Gran Premio di Svezia la scuderia privata Custom Made Harry Stiller Racing (che impiegava una Hesketh) decise di abbandonare il campionato. Stessa decisione venne presa dalla casa statunitense Parnelli. La casa statunitense però tornò dal Gran Premio di Francia, ove diede forfait la Maki.
Nel Gran Premio di Gran Bretagna e in quello di Germania la BRM decise di non prendere parte alla gara visti gli scarsi risultati recenti, nel tentativo di migliorare la sua competitività. Dal Gran Premio di Gran Bretagna, fino a quello d'Italia, la Penske utilizzò una March 751, al posto della vettura costruita in proprio.
Anche la Surtees non partecipò al GP di Germania per l'impossibilità di montare una vettura dopo l'incidente di Silverstone. La casa inglese diede forfait anche negli ultimi due gran premi, a Monza e al Glen, per l'indisponibilità di propulsori. Anche la Penske non partecipò al Gran Premio d'Italia. All'ultimo gran premio non presero parte né la BRM, né la Maki.

### Piloti
La stagione 1975 partì con pochi cambiamenti per piloti e vetture rispetto alla stagione precedente. Jochen Mass rimpiazzò l'ex campione del mondo Denny Hulme, ritiratosi dalla Formula 1, alla McLaren; John Watson dopo due stagioni con una Brabham privata trovò un ingaggio per la Surtees; Mike Wilds passò alla BRM dalla Ensign. La Ferrari, a caccia di un titolo che ormai mancava da undici anni, confermò la coppia Lauda-Regazzoni.
Nel Gran Premio del Sudafrica l'esordiente Bob Evans sostituì Mike Wilds sulla BRM, Lella Lombardi fece il suo ritorno in F1 sulla seconda March. Alla gara partecipò il solito piccolo gruppo di piloti e scuderie locali: Dave Charlton utilizzò una McLaren della Lucky Strike Racing, Ian Scheckter, fratello di Jody, una Tyrrell della Lexington Racing, Eddie Keizan e Guy Tunmer delle Lotus del Team Gunston. Per Tunmer questa gara rappresentò l'unico Gran Premio nel Campionato mondiale di Formula 1.
Al Gran Premio di Spagna il pilota britannico Tony Brise fece il suo esordio nel mondiale di Formula 1, prendendo il posto di Jacques Laffite alla Williams, impegnato nell'ADAC-Eiffelrennen di Formula 2. Inizialmente al posto del pilota francese era stato indicato il pilota italiano Giorgio Pianta.
Il francese François Migault, che aveva corso nel 1974 con la BRM sostituì Graham Hill alla Hill. Fecero il loro esordio nel campionato mondiale di F1 anche il pilota australiano Alan Jones al volante di una Hesketh della Custom Made Harry Stiller Racing e l'olandese Roelof Wunderink sull'Ensign. Il team britannico aveva saltato le prime tre gare della stagione, mancando in F1 dal Gran Premio degli Stati Uniti d'America 1974.
A Monaco Jacques Laffite tornò alla Williams; fece il debutto nel mondiale di Formula 1 lo svedese Torsten Palm su una Hesketh della Polar Caravans. Graham Hill sostituì nella propria scuderia Rolf Stommelen, infortunatosi nel Gran Premio di Spagna. Henri Pescarolo, che mancava dal Gran Premio d'Italia 1974, venne iscritto sulla seconda Surtees, ma non prese parte alle qualifiche.

Clay Regazzoni e Niki Lauda composero la coppia di piloti della Scuderia Ferrari, che rivinse il titolo costruttori dopo 9 stagioni.

In Belgio fece il suo rientro Tony Brise, che prese il posto di Graham Hill nella scuderia omonima, dopo aver esordito nel Gran Premio di Spagna alla Williams. S'iscrisse alla gara anche la scuderia giapponese Maki, che mancava dal Gran Premio d'Austria 1974, con l'australiano Dave Walker (ultima apparizione nel mondiale nel Gran Premio degli Stati Uniti d'America 1972 al volante di una Lotus), ma non prese parte nemmeno alle prove.
Al Gran Premio non parteciparono la Parnelli in quanto Mario Andretti era impegnato nella 500 Miglia di Indianapolis, e l'Ensign in quanto il suo pilota, Roelof Wunderink, si era infortunato in una gara di Formula 5000. In Svezia il pilota britannico Damien Magee (all'esordio in Formula 1, proveniente da esperienze in Formula 5000) e il sudafricano Ian Scheckter, che in stagione aveva già corso il Gran Premio nel suo Paese sostituirono, sulle Williams, Jacques Laffite (impegnato nuovamente in Formula 2 nel Rhein-Pokalrennen) e Arturo Merzario (per contrasti tra il pilota italiano e Frank Williams).
L'australiano Vern Schuppan, che nel 1974 aveva disputato alcune gare con l'Ensign, prese il posto di François Migault alla Hill. Si ripresentò la Parnelli, sempre con Mario Andretti quale unico pilota, mentre l'Ensign, iscrisse Gijs van Lennep, olandese che tra il 1971 e il 1974 aveva già disputato 5 Gran Premi con Surtees e Iso Marlboro, ma che non prese parte però alle prove. Anche il pilota svedese Torsten Palm tornò a iscriversi, sempre su una Hesketh della Polar Caravans.
A Zandvoort Jacques Laffite tornò sulla Williams, prendendo il posto di Damien Magee, mentre Alan Jones passò alla Hill in sostituzione di Vern Schuppan. Fece il suo effettivo ritorno la nipponica Maki, con al volante Hiroshi Fushida, primo pilota giapponese a tentare la sorte in un appuntamento di Formula 1 valido per il campionato del mondo.
Nel Gran Premio di Francia la Tyrrell fece esordire, sulla terza vettura, il pilota francese Jean-Pierre Jabouille mentre un altro transalpino, François Migault, che in stagione aveva già corso con la Embassy Hill in Spagna e Belgio, trovò un posto alla Williams, sostituendo Ian Scheckter.
A Silverstone, dopo l'abbandono di Jacky Ickx, la Lotus, affiancò a Ronnie Peterson due piloti britannici all'esordio nel mondiale: Jim Crawford e Brian Henton. Fece il suo esordio anche un altro pilota locale, Dave Morgan, sulla seconda Surtees. Per lui questo fu l'unico Gran Premio valido per il mondiale a cui prese parte. Il tedesco Hans-Joachim Stuck, che mancava dal GP degli USA 1974, trovò un ingaggio con la terza March.
La Williams ingaggiò Ian Ashley, ma l'indisponibilità di motori non permise al britannico di prendere parte alle prove. Si rividero sia la Maki sia la Lyncar (con al volante il neozelandese John Nicholson) che non si era qualificata nell'edizione del 1974. All'Ensign tornò Roelof Wunderink che affiancò van Lennep, che però non prese parte alle prove.
Al Nürburgring, a causa dell'indisponibilità della Surtees, il nordirlandese John Watson, venne ingaggiato dalla Lotus al posto di Jim Crawford, grazie al miglior risultato in un test con gli altri piloti che la Lotus aveva schierato nel Gran Premio di Gran Bretagna; la scuderia inglese schierò quindi nuovamente due sole vetture. L'Ensign iscrisse il solo Gijs van Lennep, mentre Ian Ashley poté fare il suo debutto effettivo alla Williams.
Harald Ertl, austriaco, debuttò sulla Hesketh sponsorizzata dalla Wartsteiner Brewery, mentre la Maki si affidò a un pilota britannico, Tony Trimmer al posto di Fushida. Trimmer aveva già disputato numerosi Gran Premi, tutti però non validi per il campionato mondiale, in cui aveva ottenuto anche un quarto posto con l'ISO-Marlboro gestita dalla Williams, nella Race of Champions 1973.
A Zeltweg si rivide la Surtees, che reimpiegò John Watson, che aveva corso con la Lotus il Gran Premio precedente. La Surtees iscrisse anche una vettura per Ewald Boisitz, pilota di casa, che però non prese parte nemmeno alle prove. La Lotus sostituì Watson con Brian Henton, che aveva già corso per la scuderia di Chapman nel Gran Premio di Silverstone.
Tornò anche la BRM, sempre affidata a Bob Evans. L'Ensign si affidò nuovamente a Roelof Wunderink, affiancandogli Chris Amon, che mancava dal mondiale dal Gran Premio degli Stati Uniti d'America 1974, disputato con la BRM.

Roelof Wunderink con l'Ensign nel Gran Premio d'Italia.

La Hill riaffidò un volante a Rolf Stommelen, infortunatosi nel Gran Premio di Spagna. Il tedesco prese il posto di Alan Jones. L'Hesketh fece debuttare il pilota statunitense Brett Lunger, mentre la Williams iscrisse Jo Vonlanthen, pilota svizzero proveniente dalla Formula 2, per sostituire l'infortunato Ian Ashley.
Nel Gran Premio di Monza Jim Crawford, che aveva già corso il Gran Premio di Silverstone con la Lotus, sostituì l'infortunato Brian Henton sempre nel team di Colin Chapman. L'altro infortunato del gran premio precedente, Wilson Fittipaldi, venne sostituito, nel team omonimo da Arturo Merzario, che aveva corso i primi sei Gran Premi della stagione alla Williams. In questa scuderia fece il suo esordio il pilota trentino Renzo Zorzi, che prese il posto di Jo Vonlanthen.
Nell'ultima gara della stagione, al Glen, il francese Michel Leclère (vicecampione, dietro a Jacques Laffite, nel Campionato europeo di Formula 2 1975), fece il suo esordio sulla terza Tyrrell. Alla Williams si verificò l'ennesimo cambio di pilota, con Lella Lombardi che sostituì Renzo Zorzi.
La rientrante Penske si affidò al nordirlandese Watson, lasciato a piedi dalla Surtees, che decise di non prendere parte alla gara. Brian Henton tornò al volante della Lotus, al posto di Jim Crawford, così come Wilson Fittipaldi nella scuderia omonima. La Hill iscrisse il solo Tony Brise; stessa scelta per l'Ensign con Roelof Wunderink.

### Tabella riassuntiva
I seguenti piloti e costruttori presero parte al campionato del mondo di Formula 1 nella stagione 1975.
| Team                             | Costruttore  | Telai           | Motore            | Gomme | No       | Piloti                |
| -------------------------------- | ------------ | --------------- | ----------------- | ----- | -------- | --------------------- |
| Marlboro Team McLaren            | McLaren      | M23             | Ford-Cosworth DFV | G     | 1        | Emerson Fittipaldi    |
| Marlboro Team McLaren            | McLaren      | M23             | Ford-Cosworth DFV | G     | 2        | Jochen Mass           |
| ELF Tyrrell Racing Team          | Tyrrell      | 007             | Ford-Cosworth DFV | G     | 3        | Jody Scheckter        |
| ELF Tyrrell Racing Team          | Tyrrell      | 007             | Ford-Cosworth DFV | G     | 4        | Patrick Depailler     |
| ELF Tyrrell Racing Team          | Tyrrell      | 007             | Ford-Cosworth DFV | G     | 15       | Jean-Pierre Jabouille |
| ELF Tyrrell Racing Team          | Tyrrell      | 007             | Ford-Cosworth DFV | G     | 15       | Michel Leclère        |
| John Player Team Lotus           | Lotus        | 72E 72F         | Ford-Cosworth DFV | G     | 5        | Ronnie Peterson       |
| John Player Team Lotus           | Lotus        | 72E 72F         | Ford-Cosworth DFV | G     | 6        | Jacky Ickx            |
| John Player Team Lotus           | Lotus        | 72E 72F         | Ford-Cosworth DFV | G     | 6        | John Watson           |
| John Player Team Lotus           | Lotus        | 72E 72F         | Ford-Cosworth DFV | G     | 6        | Jim Crawford          |
| John Player Team Lotus           | Lotus        | 72E 72F         | Ford-Cosworth DFV | G     | 6/15     | Brian Henton          |
| Martini Racing Team              | Brabham      | BT44B           | Ford-Cosworth DFV | G     | 7        | Carlos Reutemann      |
| Martini Racing Team              | Brabham      | BT44B           | Ford-Cosworth DFV | G     | 8        | Carlos Pace           |
| Beta Team March                  | March        | 741 751         | Ford-Cosworth DFV | G     | 9        | Vittorio Brambilla    |
| Lavazza Team March               | March        | 741 751         | Ford-Cosworth DFV | G     | 10       | Hans-Joachim Stuck    |
| Lavazza Team March               | March        | 741 751         | Ford-Cosworth DFV | G     | 10/29    | Lella Lombardi        |
| Scuderia Ferrari SEFAC SpA       | Ferrari      | 312 B3-74 312 T | Ferrari 001/11    | G     | 11       | Clay Regazzoni        |
| Scuderia Ferrari SEFAC SpA       | Ferrari      | 312 B3-74 312 T | Ferrari 001/11    | G     | 12       | Niki Lauda            |
| Team Stanley BRM                 | BRM          | P201            | BRM P142          | G     | 14       | Mike Wilds            |
| Team Stanley BRM                 | BRM          | P201            | BRM P142          | G     | 14       | Bob Evans             |
| UOP Shadow Racing Team           | Shadow       | DN3B DN5 DN7    | Ford-Cosworth DFV | G     | 16       | Tom Pryce             |
| UOP Shadow Racing Team           | Shadow       | DN3B DN5 DN7    | Matra             | G     | 17       | Jean-Pierre Jarier    |
| Team Surtees                     | Surtees      | TS16            | Ford-Cosworth DFV | G     | 18       | John Watson           |
| Team Surtees                     | Surtees      | TS16            | Ford-Cosworth DFV | G     | 19       | Henri Pescarolo       |
| Team Surtees                     | Surtees      | TS16            | Ford-Cosworth DFV | G     | 19       | Dave Morgan           |
| Team Surtees                     | Surtees      | TS16            | Ford-Cosworth DFV | G     | 19       | Ewald Boisitz         |
| HB Bewaking Team Ensign          | Ensign       | MN174 175       | Ford-Cosworth DFV | G     | 19/34    | Gijs van Lennep       |
| HB Bewaking Team Ensign          | Ensign       | MN174 175       | Ford-Cosworth DFV | G     | 31/33    | Roelof Wunderink      |
| HB Bewaking Team Ensign          | Ensign       | MN174 175       | Ford-Cosworth DFV | G     | 31/32    | Chris Amon            |
| Frank Williams Racing Cars       | Williams     | FW FW04         | Ford-Cosworth DFV | G     | 20       | Arturo Merzario       |
| Frank Williams Racing Cars       | Williams     | FW FW04         | Ford-Cosworth DFV | G     | 20       | Damien Magee          |
| Frank Williams Racing Cars       | Williams     | FW FW04         | Ford-Cosworth DFV | G     | 20       | François Migault      |
| Frank Williams Racing Cars       | Williams     | FW FW04         | Ford-Cosworth DFV | G     | 20       | Ian Ashley            |
| Frank Williams Racing Cars       | Williams     | FW FW04         | Ford-Cosworth DFV | G     | 20       | Jo Vonlanthen         |
| Frank Williams Racing Cars       | Williams     | FW FW04         | Ford-Cosworth DFV | G     | 20       | Renzo Zorzi           |
| Frank Williams Racing Cars       | Williams     | FW FW04         | Ford-Cosworth DFV | G     | 20       | Lella Lombardi        |
| Frank Williams Racing Cars       | Williams     | FW FW04         | Ford-Cosworth DFV | G     | 20/21    | Ian Scheckter         |
| Frank Williams Racing Cars       | Williams     | FW FW04         | Ford-Cosworth DFV | G     | 21       | Jacques Laffite       |
| Frank Williams Racing Cars       | Williams     | FW FW04         | Ford-Cosworth DFV | G     | 21       | Tony Brise            |
| Embassy Racing with Hill         | Lola Hill    | T370 GH1        | Ford-Cosworth DFV | G     | 22       | Vern Schuppan         |
| Embassy Racing with Hill         | Lola Hill    | T370 GH1        | Ford-Cosworth DFV | G     | 22       | Alan Jones            |
| Embassy Racing with Hill         | Lola Hill    | T370 GH1        | Ford-Cosworth DFV | G     | 22/23    | Graham Hill           |
| Embassy Racing with Hill         | Lola Hill    | T370 GH1        | Ford-Cosworth DFV | G     | 22/23    | Rolf Stommelen        |
| Embassy Racing with Hill         | Lola Hill    | T370 GH1        | Ford-Cosworth DFV | G     | 22/23    | François Migault      |
| Embassy Racing with Hill         | Lola Hill    | T370 GH1        | Ford-Cosworth DFV | G     | 23       | Tony Brise            |
| Hesketh Racing                   | Hesketh      | P308 P308C      | Ford-Cosworth DFV | G     | 24       | James Hunt            |
| Hesketh Racing                   | Hesketh      | P308 P308C      | Ford-Cosworth DFV | G     | 25       | Brett Lunger          |
| Warsteiner Brewery               | Hesketh      | P308            | Ford-Cosworth DFV | G     | 25 32 34 | Harald Ertl           |
| Polar Caravans                   | Hesketh      | P308            | Ford-Cosworth DFV | G     | 25/32    | Torsten Palm          |
| Custom Made H.Stiller Racing     | Hesketh      | P308            | Ford-Cosworth DFV | G     | 25/26    | Alan Jones            |
| Vel's Parnelli Jones Racing      | Parnelli     | VPJ4            | Ford-Cosworth DFV | G     | 27       | Mario Andretti        |
| Penske Cars                      | Penske March | PC1 751         | Ford-Cosworth DFV | G     | 28       | Mark Donohue          |
| Penske Cars                      | Penske March | PC1 751         | Ford-Cosworth DFV | G     | 28       | John Watson           |
| Oreste Berta                     | Berta        | 1               | Ford-Cosworth DFV | G     | 29       | Néstor García Veiga   |
| Copersucar-Fittipaldi            | Fittipaldi   | FD01 FD02 FD03  | Ford-Cosworth DFV | G     | 30       | Wilson Fittipaldi     |
| Copersucar-Fittipaldi            | Fittipaldi   | FD01 FD02 FD03  | Ford-Cosworth DFV | G     | 30       | Arturo Merzario       |
| Team Scribante Lucky Strike Rac. | McLaren      | M23             | Ford-Cosworth DFV | G     | 31       | Dave Charlton         |
| Blignaut Lexington Racing        | Tyrrell      | 007             | Ford-Cosworth DFV | G     | 32       | Ian Scheckter         |
| Pinch Plant Ltd.                 | Lyncar       | 006             | Ford-Cosworth DFV | G     | 32       | John Nicholson        |
| Team Gunston                     | Lotus        | 72A 72E         | Ford-Cosworth DFV | G     | 33       | Eddie Keizan          |
| Team Gunston                     | Lotus        | 72A 72E         | Ford-Cosworth DFV | G     | 34       | Guy Tunmer            |
| Maki Engineering                 | Maki         | F101C           | Ford-Cosworth DFV | F G   | 35       | Dave Walker           |
| Maki Engineering                 | Maki         | F101C           | Ford-Cosworth DFV | F G   | 35       | Hiroshi Fushida       |
| Maki Engineering                 | Maki         | F101C           | Ford-Cosworth DFV | F G   | 35       | Tony Trimmer          |

## Circuiti e gare
Il Circuit Terlaemen di Zolder tornò ad ospitare, per la seconda volta, il Gran Premio del Belgio, dopo che nel anno precedente la gara era stata ospitata dal Circuito di Nivelles, nell'alternanza tra le due strutture. Venne aggiunta una chicane sul rettilineo delle tribune per rallentare la velocità delle vetture.
Nel corso della stagione venne messa in dubbio, per ragioni di sicurezza, la disputa del Gran Premio d'Italia presso l'Autodromo di Monza. Venne ventilata la possibilità di spostare la gara sul Circuito di Imola.
Nella solita alternanza con il Circuito di Brands Hatch, Silverstone tornò ad ospitare il Gran Premio di Gran Bretagna, per la quindicesima volta nella storia del mondiale. In occasione dell'International Trophy, gara non valida per il mondiale, vennero inaugurati i nuovi box del circuito, alla presenza del Principe Filippo, mentre in occasione del Gran Premio mondiale una nuova chicane (per ragioni di sicurezza) venne prevista alla curva Woodcote. Si sperimentò anche un sistema di partenza con semaforo al posto del tradizionale via libera dato con la bandiera nazionale.
Il Circuito di Watkins Glen, che ospitò il Gran Premio degli USA venne modificato con l'aggiunta della "chicane Scheckter" (dal nome del pilota della Tyrrell che l'aveva suggerita), in basso alla collina ove erano poste le curve denominate the Esses. Dopo l'incidente mortale occorso a François Cevert due anni prima, l'angolo di entrata era stato considerato troppo veloce.
Per la prima volta nella storia il titolo di Gran Premio d'Europa venne attribuito al Gran Premio d'Austria. Il Gran Premio di Monaco venne premiato col Race Promoters' Trophy, quale miglior Gran Premio della stagione. Fu la prima edizione per tale premio.

## Riassunto della stagione

### Gran Premio d'Argentina

Emerson Fittipaldi, campione del mondo in carica, vinse la gara d'esordio in Argentina.

La pole venne conquistata dalla Shadow di Jean-Pierre Jarier, per la prima volta nel mondiale. Nel giro di schieramento Ronnie Peterson investì un operatore televisivo, fratturandogli una gamba, mentre la vettura poté prendere parte alla gara.
Nel giro di formazione un problema al cambio costrinse il pilota transalpino in pole al ritiro ancor prima della partenza. Fu l'idolo locale Reutemann ad approfittarne, guidando in testa per i primi giri seguito dal compagno di scuderia Pace. Terzo era James Hunt al volante della Hesketh, dotate di un nuovo tipo di sospensioni, che duellò col ferrarista Niki Lauda. Il pilota della Surtees John Watson perse terreno per uno sfortunato problema alla pompa della benzina e venne squalificato dopo un tentativo di riparazione in pista. Al giro 8 Hunt passò Lauda.
Pace prese il comando al giro 15; ma poco dopo perse il controllo della vettura per un testacoda, scendendo in ottava posizione. Ciò consentì a Reutemann di riprendere la guida della gara; l'argentino venne passato tra il giro 25 e il 26 da Hunt e da Fittipaldi, in rimonta. Il brasiliano conquistò la guida della gara al 35º giro, con un sorpasso alla curva Horquilla, senza più abbandonarla.
Pace riuscì a mantenersi nella scia dei primi tre fino al giro 45 quando fu tradito da un guasto al propulsore. James Hunt si consolò col giro più veloce, il primo, e l'unico, nella storia della Hesketh.

### Gran Premio del Brasile

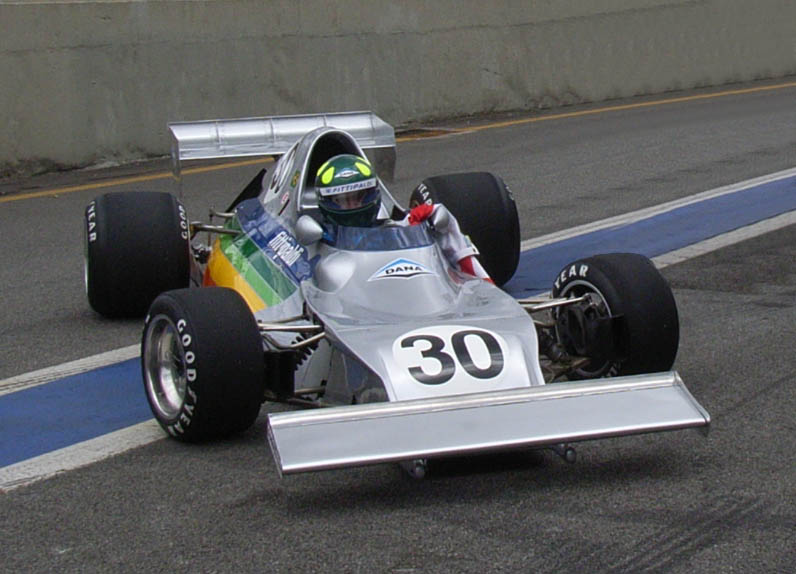
Wilson Fittipaldi con la sua Copersucar ritratto nel 2007.

Nuovamente la partenza al palo venne conquistata da Jarier, della Shadow. Alla partenza la testa della gara fu presa dal pilota della Brabham Carlos Reutemann, seguito dal poleman Jean-Pierre Jarier, poi Carlos Pace, e i due ferraristi Clay Regazzoni e Niki Lauda.
Al quarto giro si pose in testa Jarier. Il francese riuscì a prendere un certo margine, seguito da Pace. Carlos Reutemann, penalizzato da una scarsa tenuta di strada, venne passato anche da Regazzoni. L'elvetico fu poi protagonista di un'accesa battaglia col rimontante Emerson Fittipaldi. Al 28º giro il pilota locale riuscì a passare l'elvetico. Poco dopo Reutemann fu costretto a una fermata ai box, per un guasto all'avviamento. Ora, dietro a Jarier, si ritrovò la coppia brasiliana Pace-Fittipaldi, poi Jochen Mass, Regazzoni e Lauda.
A sette giri dal termine un guasto all'alimentazione costrinse al ritiro Jarier (che segnò però il giro più veloce), e dette così via libera al duo brasiliano. Pace vinse per la prima e unica volta nella sua carriera in Formula 1, davanti alla coppia della McLaren-Ford Cosworth Emerson Fittipaldi e Jochen Mass. Questa gara fu la 175ª, e l'ultima per Graham Hill, che a quell'epoca era il recordman di presenze in Gran Premi del mondiale di Formula 1.

### Gran Premio del Sudafrica
Jody Scheckter sostituì sulla sua vettura il motore, tanto che la monoposto fu pronta solo mezz'ora prima della partenza. La prima fila era tutta della Brabham, ma Pace venne presto superato, al terzo giro, proprio da Jody Scheckter. Il sudafricano dovette difendersi dagli attacchi di Carlos Reutemann, l'altro pilota della Brabham, mentre Pace perdette varie posizioni. Terzo si classificò Patrick Depailler, compagno di squadra di Scheckter. Nelle fasi iniziali della gara Emerson Fittipaldi si era portato in quarta posizione, ma dei problemi al propulsore lo costrinsero a diverse soste, tanto che non fu classificato.
Le due Ferrari furono a lungo in zona punti, subito dietro al brasiliano, ma Regazzoni dovette ritirarsi per dei guai tecnici a una astina dell'acceleratore. A vincere fu Scheckter; nuovamente, quindi, la vittoria andò a un pilota indigeno dopo il trionfo di Carlos Pace in Brasile.

### Gran Premio di Spagna
Al venerdì i piloti decisero di non prendere parte alle prove vista la pericolosità dei guard rails. Effettuarono dei giri solo Jacky Ickx e Vittorio Brambilla. L'organizzazione perciò decise di rimontarli, venendo aiutata in questo anche dai meccanici delle scuderie. Al sabato, alcuni piloti effettuarono un sopralluogo a piedi sulla pista, accompagnati da un delegato della CSI. Dall'ispezione i piloti espressero le loro perplessità sulla situazione del tracciato. Dopo una riunione della GPDA, i piloti annunciarono di non voler prendere parte alle prove. Sulla decisione gravò però la minaccia degli organizzatori di far sequestrare le vetture dalla Guardia Civil, all'interno dello Stadio Olimpico, utilizzato come paddock. Tale sequestro avrebbe bloccato le vetture in Spagna per alcuni mesi. Tale minaccia spinse così le scuderie e i piloti a prendere parte al turno di prove
I due ferraristi Niki Lauda (in pole) e Clay Regazzoni, qualificati in prima fila, si eliminarono a vicenda all'inizio della gara. Alla partenza Vittorio Brambilla sulla March tamponò Mario Andretti sulla Parnelli. La vettura dell'italoamericano colpì il retro di quella di Lauda, che a sua volta finì contro Regazzoni. Lauda si ritirò subito, mentre Regazzoni tornò ai box per poi ripartire. Wilson Fittipaldi e Arturo Merzario si ritirarono per protesta conto la situazione del tracciato.
Andò in testa perciò James Hunt davanti ad Andretti, con John Watson terzo, Rolf Stommelen quarto, Brambilla quinto, e Carlos Pace sesto. Al settimo giro Hunt a perdere il controllo su una macchia d'olio e sbattere. I primi tre perciò diventarono Andretti, Watson e Stommelen. Poco dopo l'italoamericano fu costretto al ritiro per un problema alle sospensioni, così come Watson, che subiva sulla sua vettura forti vibrazioni. Stommelen, con la Lola-Hill, si pose in testa, seguito da Pace, Ronnie Peterson, Jochen Mass e Ickx. Al giro numero 24 Peterson uscì dopo il tamponamento a François Migault, durante un doppiaggio.
Due giri dopo la tragedia che segnò la gara e il futuro del circuito: si staccò l'alettone dalla vettura di Stommelen, facendo sbattere violentemente contro le barriere la vettura stessa, proprio nel punto in cui suoi stessi meccanici erano andati ad aiutare per rimontarle. La vettura, dopo averle colpite, carambolò in mezzo alla pista, colpì le barriere sul lato opposto, s'impennò, volando oltre le barriere stesse; Stommelen si ruppe le gambe, mentre 4 persone persero la vita (lo spettatore Andres Ruiz Villanova, i giornalisti Mario de Roia e Antonio Font Bayarri e il commissario antincendio, Joakuin Morera), anche se inizialmente venne indicata un'ulteriore vittima. Pace, che sopraggiungeva, per evitare la vettura di Stommelen ebbe anche lui un incidente.
Nel caos la gara proseguì per 4 giri, Mass passò Ickx e si pose in testa. Al giro 29, la gara venne definitivamente interrotta: Mass ne fu il vincitore, Ickx secondo, con Carlos Reutemann che completò il podio. Jean-Pierre Jarier fu quarto, Brambilla quinto, e, per la prima volta nel mondiale, una donna, Lella Lombardi giunse a punti, sesta. Siccome la gara fu interrotta prima del raggiungimento del 75% della lunghezza prevista, per la prima volta venne attribuito metà punteggio.
Sarà questa la prima e unica vittoria per Mass, la terza e ultima per un pilota tedesco fino all'era Schumacher. L'ultima vittoria tedesca era stata quella di Wolfgang von Trips nel Gran Premio di Gran Bretagna 1961.

### Gran Premio di Monaco
La gara iniziò sotto la pioggia, tanto che tutti i piloti montarono gomme per il bagnato. Lauda fu il più veloce alla partenza, mentre Pryce scontò un'indecisione al via e venne passato da Jarier; il francese presto cercò di passare anche Lauda ma andò a sbattere contro le barriere della curva Mirabeau; la vettura era danneggiata tanto che fu costretto subito al ritiro.
Peterson si trovò perciò secondo seguito da Vittorio Brambilla terzo, poi Pryce. Regazzoni si fermò a cambiare gli pneumatici e il musetto così come James Hunt che si fermò per montare le slick, cercando di sfruttare una pista via via più asciutta. Tuttavia il suo team commise degli errori con il cambio delle ruote, facendogli perdere troppo tempo ai box.
Le possibilità di vittoria per Ronnie Peterson andarono in fumo al pit stop a causa di un dado della ruota che finì sotto la vettura. Tom Pryce fu costretto ai box a cambiare musetto, cosicché Niki Lauda si trovò in testa con un margine di 15 secondi sulla coppia brasiliana formata da Emerson Fittipaldi e Carlos Pace. Molti incidenti caratterizzarono la gara: Jochen Mass e James Hunt tamponarono al Mirabeau, e Patrick Depailler venne coinvolto anch'esso nel loro incidente; l'altro ferrarista Clay Regazzoni andò a sbattere alla chicane e riportò danni alla vettura; John Watson andò in testacoda e bloccò il motore della monoposto; Pryce colpì le barriere ed è costretto al ritiro; Mario Andretti rientrò ai box con la macchina a fuoco; Mark Donohue colpì anch'esso i guardrail, mentre Alan Jones perse una ruota.
Negli ultimi giri la vettura di Lauda soffrì per un calo di pressione dell'olio favorendo così il riavvicinamento di Fittipaldi. A 3 giri dal termine il gap era di soli 2,75 secondi, ma il raggiungimento delle 2 ore di gara portò all'interruzione del grand prix, permettendo a Lauda di portare a casa la prima vittoria stagionale per lui e la Ferrari. Dopo vent'anni il Cavallino ritornò sul podio più alto del circuito monegasco.

### Gran Premio del Belgio
Pace prese subito il comando mentre Brambilla e Lauda duellarono per il secondo posto. Jochen Mass e John Watson si toccarono: il tedesco fu costretto al ritiro mentre Watson si fermò ai box per sostituire il musetto. Alan Jones fu costretto anch'egli al ritiro per una collisione con Jacques Laffite mentre l'altra Williams, quella di Arturo Merzario, fu fuori a causa della frizione bruciata. Pace non mantenne per lungo il primo posto: la sua partenza irruente produsse dei problemi ai freni e fu così costretto a rallentare.
All'inizio del secondo giro Regazzoni tentò il sorpasso su Brambilla, la vettura però perse aderenza, e l'elvetico venne passato da Scheckter. Il giro seguente Brambilla passò Lauda, portandosi al secondo posto. Visti i problemi ai freni di Pace si ritrovò perciò in testa Brambilla. L'italiano rimase al comando fino al giro numero 6 quando venne passato da Lauda che, pochi istanti prima, aveva passato Pace.
Anche Brambilla iniziò ad accusare problemi ai freni (montava quelli della Formula 2) che lo costrinsero a rallentare, tanto che venne presto passato da un rimontante Jody Scheckter, che si portò al secondo posto. Dopo dieci giri Lauda comandava il gruppo davanti a Scheckter, Brambilla, Regazzoni, Pace e Reutemann. Clay Regazzoni risalì al terzo posto, ma poi fu costretto ai box per sostituire gli pneumatici che soffrono di blister. Lauda comandava davanti alla Tyrrell di Scheckter che non poteva però impensierirlo.
In testa Niki Lauda continuò a far segnare tempi imbattibili per gli avversari, ponendo ancora altro margine fra lui e gli inseguitori. Solo Regazzoni riusciva a rispondere ai tempi dell'austriaco, ma ormai troppo staccato per impensierirlo. Al 47º giro Brambilla fu costretto ai box per sostituire uno pneumatico troppo consumato dalla guida del pilota italiano che si trovava in grave crisi con i freni. Scalò in terza posizione Reutemann, seguito da Emerson Fittipaldi.
Al 54º giro Brambilla si ritirò definitivamente per il problema all'impianto frenante. Fittipaldi soffre anche lui per i freni, non può perciò controbattere agli attacchi di Regazzoni e Tom Pryce tanto da uscire dalla zona punti (scende dal quinto al settimo posto negli ultimi sei giri).

### Gran Premio di Svezia
Nella prima giornata di prove il miglior tempo venne fatto segnare dal pilota della March-Ford Cosworth Vittorio Brambilla, che precedette due piloti francesi: Patrick Depailler (su Tyrrell) e Jean-Pierre Jarier (su Shadow). Niki Lauda, che aveva colto le ultime tre pole consecutive, era quinto. Il giorno seguente nessun pilota riuscì a battere il tempo del pilota monzese che così fu il primo pilota italiano a conquistare la pole position da 11 anni, dopo Lorenzo Bandini in Francia nel 1966. Per la March questa fu la quarta pole nel mondiale, dopo un'attesa di cinque stagioni.
In gara Vittorio Brambilla prese la testa, e condusse la gara agevolmente (in questo aiutato da Tom Pryce che, costretto al pit stop per un problema tecnico generato dalla sabbia, come doppiato fece da cuscinetto sugli avversari), fino al 16 esimo giro quando venne sorpassato da Carlos Reutemann sulla Brabham, che aveva passato Jean-Pierre Jarier; Brambilla soffriva di problemi di blistering sulle ruote anteriori; fu poi costretto al ritiro una decina di giri dopo per un problema al semiasse posteriore sinistro.
Al 38º giro fu il turno del ritiro di Jarier per un guasto al propulsore, seguito tre giri dopo da Pace, che dopo un testacoda non fu capace di ripartire. Ora, dietro a Reutemann, si trovavano le due Ferrari, che trovarono in gara un miglior feeling con le coperture. La situazione degli pneumatici permise a Lauda di avvicinarsi all'argentino; al 70º giro, grazie a una serie di giri veloci e sfruttando le gomme dure, il ferrarista sorpassò Reutemann e andò a vincere per la terza volta di fila. Reutemann fu comunque secondo, mentre al gradino più basso del podio si classificò l'altro ferrarista, Clay Regazzoni.
A punti, per la prima volta nel mondiale, andarono anche le due scuderie statunitensi Parnelli (con Andretti quarto) e Penske (con Donohue quinto). Era capitato solo nel Gran Premio d'Argentina del 1958 che ben tre nuovi costruttori cogliessero i primi loro punti iridati nel corso di uno stesso Gran Premio. In campionato Lauda aveva 10 punti di margine su Reutemann, mentre nella coppa costruttori Ferrari e Brabham erano appaiate al comando.

### Gran Premio d'Olanda

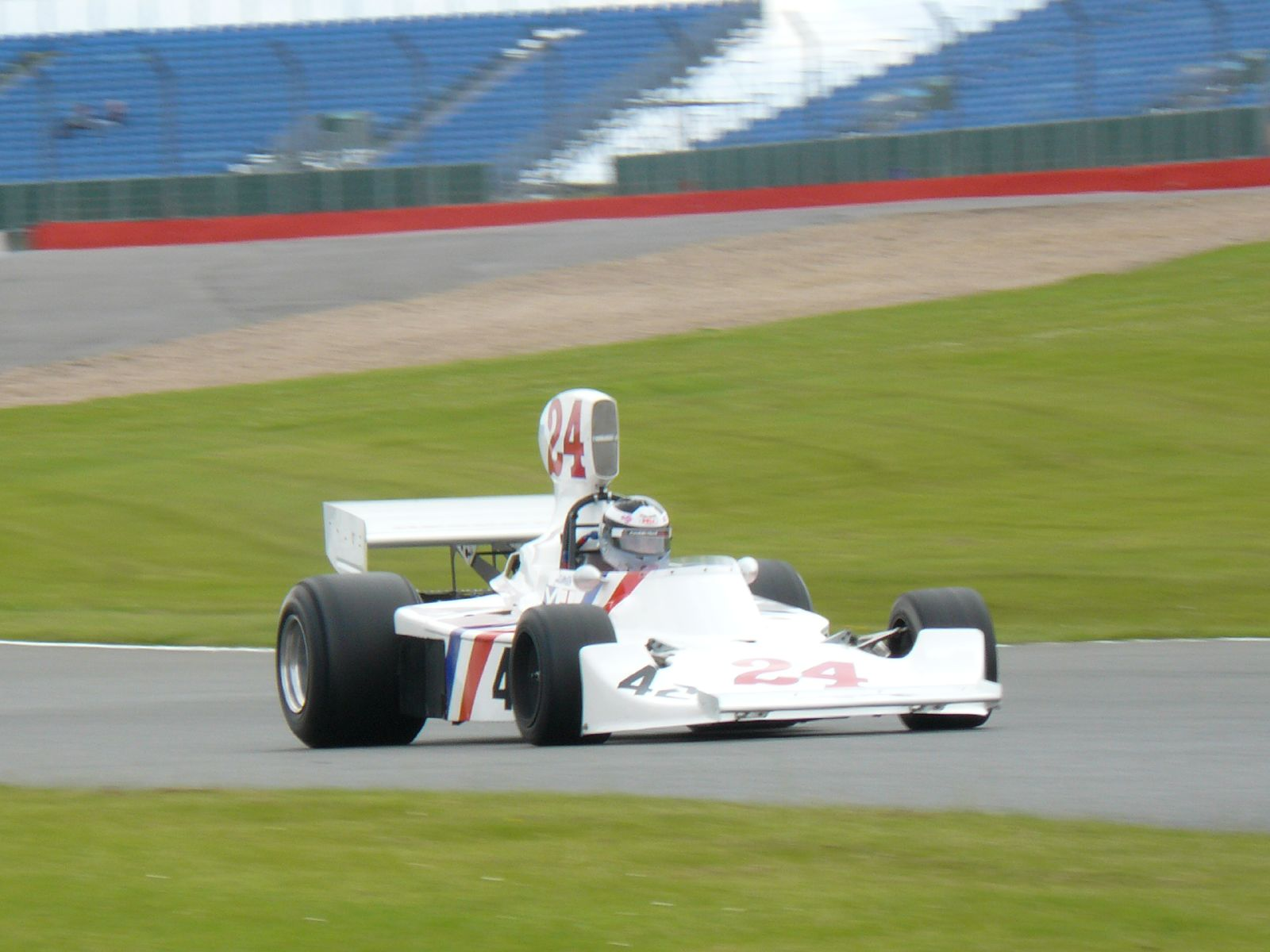
La Hesketh 308, con cui Hunt vinse la sua prima gara in Formula 1 (qui guidata a Silverstone da figlio di James, Freddie, nel 2007).

La gara venne posticipata per un temporale che colpì la pista alla mattina, tanto che i team persuasero la direzione di corsa a concedere un'ulteriore sessione di prove libere alla domenica, per tastare le vetture con l'assetto da bagnato. Alla partenza Niki Lauda, sua l'ennesima pole della stagione, prese il comando, davanti a Jody Scheckter. Dietro a Scheckter si pose l'altro ferrarista Clay Regazzoni, seguito da James Hunt, Jochen Mass, Tom Pryce, ed Emerson Fittipaldi.
Il campione del mondo nei primi giri venne passato dai due piloti della Brabham, Carlos Reutemann e Carlos Pace. In un tentativo di sorpasso Pryce danneggiò la vettura di Mass, che fu costretto ai box, ove montò gomme da asciutto, esattamente come aveva fatto poco prima James Hunt. Nei giri seguenti si fermarono anche Reutemann, Watson e i due Fittipaldi. La Ferrari indicò per vari giri a Lauda la necessità di cambiare le coperture, ma l'austriaco decise di proseguire. Al momento della sosta di Ronnie Peterson questi colpì, in uscita dal box, Luca Cordero di Montezemolo, provocandogli fratture a braccio e caviglia.
Al 13º Lauda decise di cambiare le coperture; in testa si trovò così Clay Regazzoni, seguito da un rimontante James Hunt che, grazie all'azzardo delle gomme da asciutto, segnava tempi di circa dieci secondi a giro più rapidi di quelli degli avversari. Dopo il cambiogomme di Regazzoni, l'inglese si ritrovò primo, seguito da Jean-Pierre Jarier, che aveva appena passato Lauda, poi Emerson Fittipaldi, Jody Scheckter, Clay Regazzoni, Tom Pryce e Carlos Reutemann. Al 25º giro Scheckter passò Fittipaldi, mentre Lauda si era avvicinato fortemente a Jarier, senza però riuscire a passarlo. Pochi giri dopo anche Regazzoni riuscì a sorpassare Fittipaldi.
Al 41º infine il brasiliano fu costretto al ritiro per un guasto del motore. Nello stesso giro Lauda portò infine l'attacco decisivo a Jarier, ma con un fuorigiri che penalizzò il motore della sua vettura fino a fine gara; quattro giri dopo lo stesso Jarier fu costretto al ritiro per un problema allo pneumatico. Ora la classifica vedeva in testa Hunt, seguito da Lauda, Scheckter, Regazzoni, Reutemann e Peterson.
La Ferrari di Lauda era molto più veloce nella parte mista mentre Hunt godeva di un vantaggio sia nei curvoni veloci che sul dritto. Oltre il duello tra Hunt e Lauda per il primo posto la gara visse un inteso duello tra la Tyrrell di Jody Scheckter e Regazzoni, per la terza piazza, che si concluse al giro 67 col sorpasso dell'elvetico e il successivo ritiro del sudafricano, ormai col motore fuori uso.
Hunt riuscì a resistere a Lauda e a conquistare la prima vittoria per lui e per la Hesketh. Curioso l'errore in cui incappò la televisione olandese: indicò il termine della gara ben 3 giri prima dell'effettiva conclusione, generando un po' di caos ai box. Hunt divenne così il primo inglese dai tempi di Peter Gethin (Gran Premio d'Italia 1971) a vincere un gran premio mondiale.

### Gran Premio di Francia
Il solito poleman Niki Lauda prese subito la guida della gara davanti a Jody Scheckter, James Hunt, Jochen Mass e Carlos Pace. Dietro, Jean-Pierre Jarier fu autore di una partenza difficile, che penalizzò proprio il suo compagno di scuderia Tom Pryce il quale, nel tentativo di recuperare velocità dopo averlo passato, bruciò la frizione e fu costretto al ritiro. L'altro ferrarista Clay Regazzoni, partito 9º, già al termine del primo giro era risalito in sesta posizione. Nei quattro giri seguenti l'elvetico passò Pace, Mass, Hunt e Scheckter, portandosi in seconda posizione. Al settimo giro però un guasto al motore lo costrinse al ritiro.
Lauda proseguì così tranquillo in vetta alla gara, grazie anche a Scheckter che fungeva da "tappo" per il gruppo degli inseguitori, a causa di una infelice scelta aerodinamica. Il sudafricano venne comunque passato da Hunt all'ottavo giro. Al decimo giro Pace fu colpito da una foratura, e dovette andare al cambiogomme, precipitando in classifica. Scheckter si trovò pressato da Jochen Mass, seguito a sua volta da Emerson Fittipaldi e Jean-Pierre Jarier. Con due lunghi, tra il 12º e 13º giro, Scheckter dette via libera alle due McLaren di Mass e Fittipaldi.
Ora la classifica vedeva in testa Lauda, seguito da James Hunt, Jochen Mass, Emerson Fittipaldi, Jean-Pierre Jarier e Jody Scheckter. Nella fase centrale della gara nella parte bassa della classifica Alan Jones, in duello con Ronnie Peterson e Carlos Reutemann, fece testacoda e rovinò uno pneumatico. Reutemann soffriva per problemi alle gomme e perse un giro, mentre John Watson uscì per un errore. Vittorio Brambilla si ritirò per un problema tecnico, mentre Wilson Fittipaldi fuse il motore.
Jochen Mass si stava, intanto, avvicinando rapidamente (fece segnare il primo giro più veloce della sua carriera nel mondiale) a James Hunt e Niki Lauda. Fittipaldi invece poté resistere a un arrembante Jarier che, per un problema elettrico perse gran parte della potenza del suo motore. Ciò costò al francese negli ultimi giri diverse posizioni di classifica. Lauda, pur avvicinato da Hunt e Mass, riuscì a concludere la gara in testa, conquistando la sesta vittoria della carriera. L'austriaco nella classifica piloti allargò il suo divario su Carlos Reutemann a 22 punti.

### Gran Premio di Gran Bretagna
Nelle sessioni di prove del giovedì i tempi furono di circa 3-4 secondi più alti rispetto alla configurazione del tracciato precedente. Il miglior tempo di giornata venne fatto segnare da Carlos Pace su Brabham-Ford Cosworth, seguito da Vittorio Brambilla su March e Niki Lauda della Ferrari. I primi undici piloti furono racchiusi in appena un secondo. Al venerdì il tempo fu variabile, e questo rese più difficile per i piloti migliorare le prestazioni del giorno precedente. La pole venne ottenuta da Tom Pryce per la prima e unica volta nella sua carriera nel mondiale di F1. Per la Shadow questa fu la terza pole stagionale.
Al via si portò in testa Carlos Pace, che sfruttò il lato "gommato" della pista, portandosi davanti a Pryce; stessa sorte per Niki Lauda, passato dal compagno di scuderia Clay Regazzoni. Dietro ai primi quattro, al termine della prima tornata, vi erano James Hunt, Jody Scheckter, Mario Andretti e Emerson Fittipaldi. Nel secondo giro Hunt passò Scheckter alla Copse, mentre Fittipaldi superò Andretti, autore di un errore alla Beckett's. Quattro giri dopo l'italoamericano cedette un'altra posizione, questa volta a Tony Brise.

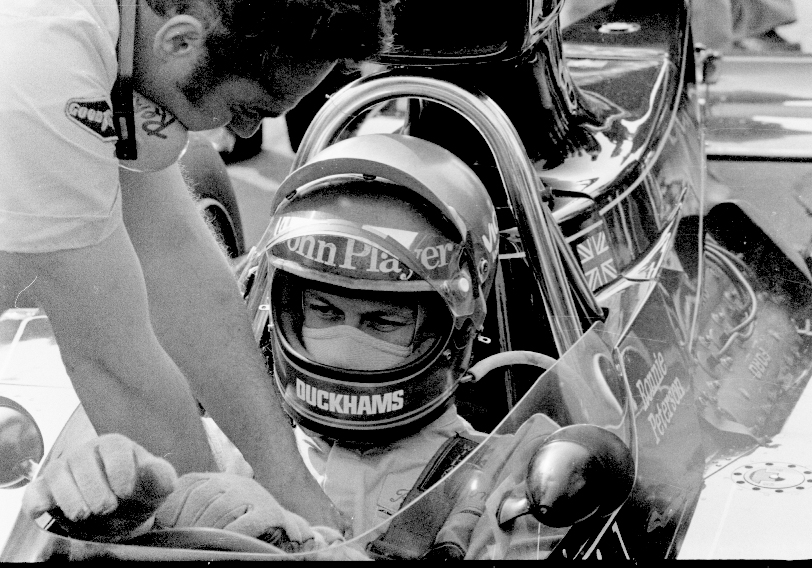
Ronnie Peterson a Silverstone con la Lotus.

Le Ferrari erano molto veloci, tanto che Regazzoni al giro 9 passò Pryce e, pochi giri dopo, si trovò in testa, dopo aver passato anche Pace. Ora la classifica vedeva in testa Regazzoni, seguito da Pace, Pryce, Lauda, Scheckter e Fittipaldi e Hunt. Le nuvole fecero capolino sul circuito, annunciando pioggia. Al giro 16, intanto, Pryce passò Pace e si installò in seconda posizione. Al 18º giro un primo scroscio d'acqua colpì la zona delle curve Club e Stowe. La situazione non venne segnalata a Regazzoni, che si girò alla Stowe, toccò le barriere, ripartì, ma dovette fermarsi ai box per sostituire le gomme e l'alettone posteriore. L'elvetico ripartì ventunesimo.
Jody Scheckter invece sfruttò bene l'arrivo della pioggia, passando sia Lauda che Pace che Pryce nel volgere di pochi giri, portandosi in prima posizione. Al 22º sia Niki Lauda che Scheckter andarono ai box per montare gomme da bagnato. Alla Scuderia Ferrari però non fissaro bene lo pneumatico che subì così una foratura lenta che costrinse l'austriaco a un nuovo stop il giro successivo. Ora la classifica veniva guidata da Pace, seguito da Emerson Fittipaldi e James Hunt. I tre di testa decisero di non cambiare le coperture, ma dalla retrovie rispuntò velocissimo Scheckter che riuscì a riprendersi la testa della gara, con una serie di sorpassi.
La pioggia però era cessata, le traiettorie si erano asciugate, tanto che Mario Andretti decise di montare nuovamente le gomme slick. Nei giri seguenti Mass passò Hunt e Fittipaldi fece lo stesso con Pace. Al 30º giro Jean-Pierre Jarier, che montava gomme da bagnato, superò ben quattro piloti (Pace, Fittipaldi, Hunt e Mass) portandosi addirittura secondo, dietro al solo Jody Scheckter. Col pit stop di quest'ultimo Jarier trovò la cima della classifica. Ciò per due giri: infatti al giro 35 anche Jarier andò al cambiogomme, dando il via libera a James Hunt.
Hunt mantenne la testa della gara fino al giro 42, quando la rottura di uno scarico fece perdere potenza alla sua monoposto che venne passata da quella di Fittipaldi. Un giro seguente anche Pace passò Hunt, sempre in difficoltà. Al 51º girò fu il turno di Jody Scheckter nel passare Hunt. Attorno al 55º giro la pioggia fece la sua ricomparsa sul tracciato, tanto che Emerson Fittipaldi decise di rientrare ai box per montare nuovamente le gomme da bagnato. La curva Club divenne un vero e proprio "cimitero" di vetture in cui andarono a sbattere, uno dopo l'altro, Pace, Jody Scheckter, John Nicholson, Brian Henton, Dave Morgan, James Hunt e Wilson Fittipaldi.
Questa situazione fu estremamente pericolosa per i commissari che non potevano intervenire in sicurezza per aiutare i piloti a uscire dalle vetture, rischiando di essere investiti da qualche altra monoposto. Anche alla Stowe si verificò una situazione simile, con le uscite di pista di Donohue, Mass, Watson e Depailler. La direzione di gara decise di sospendere la gara. Vincitore fu Emerson Fittipaldi, per la 14ª e ultima volta in una gara del mondiale, classificato, con un giro di vantaggio, su Carlos Pace e Jody Scheckter. I ricorsi di Ferrari e March sulla classifica vennero respinti.

### Gran Premio di Germania
Al sabato, in prova, Lauda abbatté il muro dei 7 minuti sul giro del circuito del Nürburgring, ottenendo 6'58"6, alla media di 196,383 km/h. In prima fila si classificò Carlos Pace su Brabham, a un secondo e quattro decimi. Niki Lauda prese la testa della gara, seguito da Carlos Pace. Nel corso del primo giro, Patrick Depailler passò Pace. Dietro ai primi tre vi erano poi Jochen Mass, Carlos Reutemann, Clay Regazzoni, Hans-Joachim Stuck e Emerson Fittipaldi. Sempre nel corso del primo giro la vettura di Mass colpì un detrito sulla pista, questo danneggiò uno pneumatico, provocando un incidente, che costrinse il tedesco al ritiro.
Nel secondo giro fu Emerson Fittipaldi a subire un problema simile: un detrito gli forò una gomma, costringendolo a compiere gli ultimi cinque kilometri del tracciato a velocità ridotta, prima di poter cambiare lo pneumatico. Regazzoni passò Reutemann, mentre James Hunt sorpassò Hans-Joachim Stuck, sul lungo rettilineo del Tiergarten, passando in sesta posizione. Nel quinto giro Pace fu autore di un testacoda che gli costò ben tre posizioni, tanto che venne passato da Clay Regazzoni, Carlos Reutemann e James Hunt. Nel settimo giro Jody Scheckter passò Jarier, installandosi al sesto posto.
Il francese, poco dopo, fu anche lui colpito da una foratura e costretto al ritiro. Stessa sorte per il sudafricano, a causa di un incidente. Ora dietro a Lauda si trovò il compagno di scuderia Clay Regazzoni, seguito da Carlos Reutemann, James Hunt, Tom Pryce e Jacques Laffite. Nel nono giro le possibilità della Ferrari di agguantare una doppietta vennero meno a causa della rottura del motore sulla vettura di Regazzoni e di una foratura per Lauda. Ora in testa si trovava Carlos Reutemann, seguito da Hunt, Pryce, Laffite, Lauda e Jones.
All'undicesimo giro forò anche Hunt; un errore ai box però gli costò la possibilità di ripartire. Poco dopo, sulla vettura di Tom Pryce si ruppe un apparato dell'impianto del carburante. Il gallese dovette così rallentare, anche perché stava subendo delle ustioni chimiche ed era semi-intossicato dai vapori di benzina, venendo passato sia da Laffite che da Lauda. Vinse così Reutemann, davanti a Laffite (per la prima volta a punti), che colse così il primo podio per la Williams da quando la scuderia britannica correva con vetture che portavano il suo nome. Terzo fu Lauda; a punti anche Pryce e, per la prima volta nella sua carriera, Alan Jones; sesto fu Gijs van Lennep: per l'Ensign questo sesto posto rappresentò il primo arrivo a punti, al 16º GP valido per il mondiale che disputava.

### Gran Premio d'Austria
Nel corso del warm up si verificò il drammatico incidente del pilota della Penske, Mark Donohue; il pilota statunitense uscì alla prima curva a causa dell'esplosione della gomma anteriore destra: la monoposto sbatté contro il guardrail, poi volò fuori dal circuito, finendo tra i tabelloni pubblicitari. Quando venne soccorso da Fittipaldi e Stuck era ancora cosciente, venne così trasportato verso una clinica di Graz, dove venne operato per un grumo di sangue in testa. Successivamente entrò in coma e morì tre giorni dopo, senza essersi più ripreso. Nell'incidente perirono anche due addetti alla pista, Richard Huttner, una guardia, e Manfred Schaller, segnalatore.
Poco prima del via la pioggia fece la sua apparizione sul circuito, costringendo a un rinvio della partenza. Alle 15:40 si decise di far cambiare gli pneumatici alle vetture. Poi, poco dopo, un violento temporale si scatenò sul tracciato, facendo slittare la partenza alle 16:17, tre quarti d'ora dopo di quanto programmato. Al via Lauda prese la guida davanti a James Hunt e Patrick Depailler, autore di un'ottima partenza dalla quarta fila. Dietro al pilota della Tyrrell si posero Emerson Fittipaldi, Hans-Joachim Stuck, Clay Regazzoni, Pace e Vittorio Brambilla.
Nel corso del primo giro Pace venne passato da Brambilla, mentre, quando venne attaccato da Jochen Mass, vi fu un tamponamento fra i due, che li fece precipitare a centro classifica. Brambilla, sempre nelle fasi iniziali, passò anche Regazzoni, mentre Stuck si pose davanti a Fittipaldi. Il giro seguente il brasiliano perse un'altra posizione, a favore di Vittorio Brambilla. Brambilla, tra il quinto e sesto giro, passò anche Stuck e Patrick Depailler, ponendosi alle spalle del duo Lauda-Hunt.
Al quindicesimo giro la Ferrari di Lauda venne passata da Hunt, alla Texaco e, poco dopo, anche da Brambilla. La pioggia intanto aveva aumentato la sua intensità. Al giro 19 Brambilla prese il comando, sfruttando un'indecisione di Hunt, al momento del doppiaggio di Brett Lunger alla Sebring. Hunt riuscì solo all'inizio del ventunesimo giro ad avere la meglio su Lunger. Ciò gli costò una lunga perdita di tempo e favorì l'allontanarsi di Vittorio Brambilla.
Al giro 23 Mass passò Lauda, ponendosi al terzo posto. Poco dopo l'austriaco perse un'altra posizione, questa volta a favore di Pryce. Ora la classifica vedeva in testa Brambilla, poi Hunt, Mass, Pryce, Lauda, Regazzoni e Peterson. Al giro 27 lo svedese passò Regazzoni, mentre al 28º giro Mass uscì di pista, riuscì a ripartire ma venne passato da Pryce. Le condizioni meteorologiche erano tali però che la direzione di gara decise per la sospensione del gran premio, con una sua possibile ripresa, in caso di miglioramento del tempo. Al giro 29 Peterson passò Lauda per il sesto posto.
Vinse Vittorio Brambilla, per la prima volta in carriera, facendo segnare anche il giro più veloce. Era da nove anni, dai tempi di Ludovico Scarfiotti (Monza 1966), che la vittoria non arrideva a un pilota italiano (anche in quel caso accompagnata dal giro più veloce, anch'esso l'ultimo per un italiano fino all'impresa di Brambilla). Seconda vittoria per la March che non si imponeva dal Gran Premio di Spagna 1970, con Jackie Stewart alla guida. Vista la breve durata vennero assegnati solo metà dei punti previsti ai primi sei piloti. Questo non consentì a Lauda, per solo mezzo punto, di festeggiare la conquista del mondiale piloti, pur essendo giunto davanti a Reutemann e Fittipaldi.

### Gran Premio d'Italia

Le Ferrari 312 T di Regazzoni (n°11) e Lauda (n°12) scattano in testa al via della gara.

A Niki Lauda bastava mezzo punto per laurearsi campione del mondo piloti, titolo che manca alla Ferrari dal 1964, con John Surtees. Anche nel caso Lauda non avesse conquistato punti, all'austriaco sarebbe bastato che Reutemann non avesse vinto la gara. La Ferrari si sarebbe laureata campione del mondo costruttori, per la terza volta, dopo i titoli 1961 e 1964 se avesse vinto e la Brabham avesse colto al massimo il quarto posto, oppure avesse piazzato una vettura al secondo posto e la Brabham non avesse fatto segnare punti.
Al via Clay Regazzoni prese la testa della corsa, seguito da Niki Lauda, poi Jody Scheckter, Jochen Mass, Carlos Reutemann, Emerson Fittipaldi, James Hunt e Tony Brise. L'atteso Vittorio Brambilla fu invece quasi subito costretto al ritiro per il guasto della frizione. Nel corso del primo giro Mass passò Scheckter, prima di essere ripassato dal sudafricano alla Parabolica.
Nel secondo giro, alla chicane i due arrivarono vicini, Scheckter fu costretto a finire della via di fuga mentre Mass fece sbattere la sua McLaren sul cordolo, rovinandone le sospensioni. Il tedesco fu costretto al ritiro poche centinaia di metri dopo. Scheckter rientrò in pista, ma colpì la vettura del sopraggiungente Tony Brise, che fu costretto al ritiro per la rottura delle sospensioni; Mario Andretti, nel tentativo di evitare la Tyrrell di Scheckter fu autore di un'uscita di pista che lo costrinse, a sua volta, all'abbandono.
Scheckter riprese così la pista ma a velocità molto ridotta, cosa che costrinse tutti i piloti che arrivavano dalle posizioni di rincalzo a fermarsi, in pratica, sul tracciato. Ora, dietro ai due della Ferrari, si trovavano Carlos Reutemann, Emerson Fittipaldi e James Hunt.
Le posizioni di vertice rimasero inalterate sino al decimo giro, in cui Patrick Depailler passò James Hunt, installandosi al quinto posto. Tre giri dopo fu Fittipaldi a conquistare una posizione, passando Reutemann. La rimonta di Depailler s'interruppe al giro 16, quando, nel tentativo di passare Reutemann, andò lungo alla chicane, prendendo due posizioni a favore di Hunt e Tom Pryce.
Emerson Fittipaldi si avvicinò fortemente a Niki Lauda, anche grazie a un piccolo problema agli ammortizzatori sulla vettura dell'austriaco. Al giro 46 il brasiliano della McLaren passò l'austriaco, conquistando il secondo posto. La vittoria venne conquistata (per la terza volta nel mondiale) da Clay Regazzoni, che solo due settimane prima si era imposto nel Gran Premio di Svizzera, non valido per il campionato. Col terzo posto Niki Lauda si aggiudicò per la prima volta il campionato piloti, mentre la Scuderia Ferrari vinse quello per i costruttori.

### Gran Premio degli Stati Uniti d'America

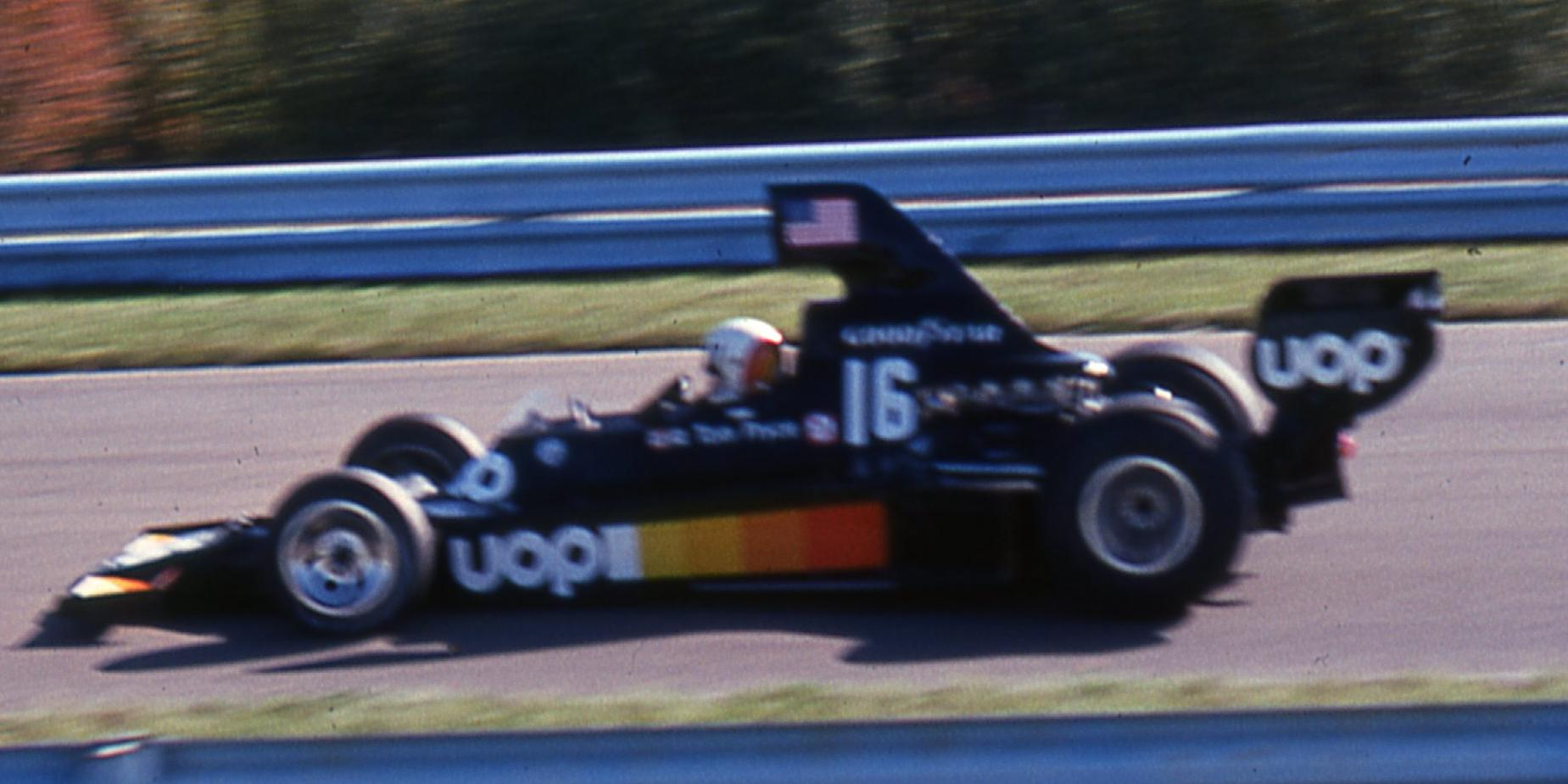
Tom Pryce impegnato con la Shadow-Ford Cosworth nel GP degli USA 1975

Lauda guidò subito la corsa seguito da Emerson Fittipaldi, Jean-Pierre Jarier, Vittorio Brambilla, Carlos Reutemann (autore di una brutta partenza) e Mario Andretti. Nel corso del primo giro Hunt sfruttò la battaglia tra Mass, Depailler e Peterson, li superò tutti e tre e si pose in settima posizione. Il giro seguente Mass però, sfruttando la lotta tra Hunt e Andretti, riuscì a passare entrambi.
Il giro dopo Carlos Reutemann passò Brambilla; Jochen Mass, cercò di sfruttare il momento per effettuare la stessa manovra, ma fini fuori pista, perdendo tre posizioni, a vantaggio di Andretti, James Hunt, e Ronnie Peterson. Poco dopo Jochen Mass venne attaccato da Clay Regazzoni che però nel tentativo di sorpasso danneggiò il musetto, che lo costrinse a una lunga sosta ai box. Al giro 6 Andretti passò Brambilla, ponendosi al quinto posto, imitato il giro seguente da Hunt. Ora la classifica vedeva, dietro al duo Lauda-Fittipaldi molto vicini fra loro, Jarier, Reutemann, Andretti, Hunt, Brambilla, Peterson e Mass.
Al giro 10, il motore della vettura di Reutemann cedette così come e la sospensione anteriore della Parnelli di Mario Andretti, costringendoli entrambi al ritiro. Tre giri dopo Jochen Mass sorpassò Brambilla, che scontava delle difficoltà con gli pneumatici. Il monzese fu poi costretto cambio gomme pochi giri dopo, che lo fece scendere in ottava posizione, dietro a Peterson e Jody Scheckter.
Al giro 18 Lauda e Fittipaldi si apprestavano a doppiare Clay Regazzoni. Il ticinese però, dopo aver fatto passare il compagno di scuderia, resistette oltremodo al tentativo di doppiaggio del pilota della McLaren. Fittipaldi era ormai 15 secondi dietro a Lauda, fino a quando Regazzoni si fermò ai box alla fine del 24º giro, dopo che gli era stata esposta la bandiera nera. Regazzoni ripartì però, e compì ancora per alcuni giri, fino al ritiro definitivo al giro 29.
Negli ultimi giri si accese la battaglia tra Lauda e Fittipaldi, che ormai era riuscito a ridurre il gap dal ferrarista a meno di dieci secondi, e tra Jochen Mass e Ronnie Peterson, che però rovinò una gomma in un tentativo di sorpasso, cosa che non gli consentì di pressare nuovamente Mass.
La Scuderia Ferrari vinse per la prima volta al Glen; per Niki Lauda questa fu la quinta vittoria stagionale.

## Risultati

### Risultati dei Gran Premi
| Gara | Gran Premio                   | Data        | Circuito       | Pole position      | Giro più veloce    | Pilota vincitore   | Costruttore  | Resoconto |
| ---- | ----------------------------- | ----------- | -------------- | ------------------ | ------------------ | ------------------ | ------------ | --------- |
| 1    | Gran Premio d'Argentina       | 12 gennaio  | Buenos Aires   | Jean-Pierre Jarier | James Hunt         | Emerson Fittipaldi | McLaren-Ford | Resoconto |
| 2    | Gran Premio del Brasile       | 26 gennaio  | Interlagos     | Jean-Pierre Jarier | Jean-Pierre Jarier | Carlos Pace        | Brabham-Ford | Resoconto |
| 3    | Gran Premio del Sudafrica     | 1º marzo    | Kyalami        | Carlos Pace        | Carlos Pace        | Jody Scheckter     | Tyrrell-Ford | Resoconto |
| 4    | Gran Premio di Spagna         | 27 aprile   | Montjuïc       | Niki Lauda         | Mario Andretti     | Jochen Mass        | McLaren-Ford | Resoconto |
| 5    | Gran Premio di Monaco         | 11 maggio   | Montecarlo     | Niki Lauda         | Patrick Depailler  | Niki Lauda         | Ferrari      | Resoconto |
| 6    | Gran Premio del Belgio        | 25 maggio   | Zolder         | Niki Lauda         | Clay Regazzoni     | Niki Lauda         | Ferrari      | Resoconto |
| 7    | Gran Premio di Svezia         | 8 giugno    | Anderstorp     | Vittorio Brambilla | Niki Lauda         | Niki Lauda         | Ferrari      | Resoconto |
| 8    | Gran Premio d'Olanda          | 22 giugno   | Zandvoort      | Niki Lauda         | Niki Lauda         | James Hunt         | Hesketh-Ford | Resoconto |
| 9    | Gran Premio di Francia        | 6 luglio    | Le Castellet   | Niki Lauda         | Jochen Mass        | Niki Lauda         | Ferrari      | Resoconto |
| 10   | Gran Premio di Gran Bretagna  | 19 luglio   | Silverstone    | Tom Pryce          | Clay Regazzoni     | Emerson Fittipaldi | McLaren-Ford | Resoconto |
| 11   | Gran Premio di Germania       | 3 agosto    | Nürburgring    | Niki Lauda         | Clay Regazzoni     | Carlos Reutemann   | Brabham-Ford | Resoconto |
| 12   | Gran Premio d'Austria         | 17 agosto   | Österreichring | Niki Lauda         | Vittorio Brambilla | Vittorio Brambilla | March-Ford   | Resoconto |
| 13   | Gran Premio d'Italia          | 7 settembre | Monza          | Niki Lauda         | Clay Regazzoni     | Clay Regazzoni     | Ferrari      | Resoconto |
| 14   | Gran Premio degli Stati Uniti | 5 ottobre   | Watkins Glen   | Niki Lauda         | Emerson Fittipaldi | Niki Lauda         | Ferrari      | Resoconto |

### Risultati delle qualifiche
| Nº | Pilota                | ARG | BRA | RSA | ESP | MON | BEL | SWE | NED | FRA | GBR | GER | AUT | ITA | USA |
| -- | --------------------- | --- | --- | --- | --- | --- | --- | --- | --- | --- | --- | --- | --- | --- | --- |
| 1  | Emerson Fittipaldi    | 5   | 2   | 11  | 26  | 9   | 8   | 11  | 6   | 10  | 7   | 8   | 3   | 3   | 2   |
| 2  | Jochen Mass           | 13  | 10  | 16  | 11  | 15  | 15  | 14  | 8   | 7   | 10  | 6   | 9   | 5   | 9   |
| 3  | Jody Scheckter        | 9   | 8   | 3   | 13  | 7   | 9   | 8   | 4   | 2   | 6   | 3   | 10  | 4   | 10  |
| 4  | Patrick Depailler     | 8   | 9   | 5   | 7   | 12  | 12  | 2   | 13  | 13  | 17  | 4   | 7   | 12  | 8   |
| 5  | Ronnie Peterson       | 11  | 16  | 8   | 12  | 4   | 14  | 9   | 16  | 17  | 16  | 18  | 13  | 11  | 14  |
| 6  | Jacky Ickx            | 18  | 12  | 21  | 16  | 14  | 16  | 18  | 21  | 19  |     |     |     |     |     |
| 6  | Jim Crawford          |     |     |     |     |     |     |     |     |     | 25  |     |     | 25  |     |
| 6  | John Watson           |     |     |     |     |     |     |     |     |     |     | 14  |     |     |     |
| 6  | Brian Henton          |     |     |     |     |     |     |     |     |     |     |     | 23  |     | 19  |
| 7  | Carlos Reutemann      | 3   | 3   | 2   | 15  | 10  | 6   | 4   | 5   | 11  | 8   | 10  | 11  | 7   | 3   |
| 8  | Carlos Pace           | 2   | 6   | 1   | 14  | 8   | 2   | 6   | 9   | 5   | 2   | 2   | 6   | 10  | 16  |
| 9  | Vittorio Brambilla    | 12  | 17  | 7   | 5   | 5   | 3   | 1   | 11  | 8   | 5   | 11  | 8   | 9   | 6   |
| 10 | Hans-Joachim Stuck    |     |     |     |     |     |     |     |     |     | 14  | 7   | 4   | 16  | 13  |
| 10 | Lella Lombardi        |     |     | 26  | 24  | NQ  | 23  | 24  | 23  | 26  |     |     |     |     |     |
| 11 | Clay Regazzoni        | 3   | 5   | 9   | 2   | 6   | 4   | 4   | 2   | 11  | 4   | 5   | 5   | 2   | 3   |
| 12 | Niki Lauda            | 4   | 4   | 4   | 1   | 1   | 1   | 5   | 1   | 1   | 3   | 1   | 1   | 1   | 1   |
| 14 | Mike Wilds            | 22  | 22  |     |     |     |     |     |     |     |     |     |     |     |     |
| 14 | Bob Evans             |     |     | 24  | 23  | NQ  | 20  | 23  | 20  | 25  |     |     | 23  | 20  |     |
| 15 | Jean-Pierre Jabouille |     |     |     |     |     |     |     |     | 21  |     |     |     |     |     |
| 15 | Michel Leclère        |     |     |     |     |     |     |     |     |     |     |     |     |     | 20  |
| 15 | Brian Henton          |     |     |     |     |     |     |     |     |     | 21  |     |     |     |     |
| 16 | Tom Pryce             | 14  | 14  | 19  | 8   | 2   | 5   | 7   | 12  | 6   | 1   | 16  | 15  | 14  | 7   |
| 17 | Jean-Pierre Jarier    | 1   | 1   | 13  | 10  | 3   | 10  | 3   | 10  | 4   | 11  | 12  | 14  | 13  | 4   |
| 18 | John Watson           | 15  | 13  | 10  | 6   | 17  | 18  | 10  | 14  | 14  | 18  |     | 18  |     |     |
| 19 | Dave Morgan           |     |     |     |     |     |     |     |     |     | 24  |     |     |     |     |
| 19 | Gijs van Lennep       |     |     |     |     |     |     |     |     |     |     | 24  |     |     |     |
| 20 | Arturo Merzario       | 20  | 11  | 15  | 25  | NQ  | 19  |     |     |     |     |     |     |     |     |
| 20 | Damien Magee          |     |     |     |     |     |     | 22  |     |     |     |     |     |     |     |
| 20 | Ian Scheckter         |     |     |     |     |     |     |     | 19  |     |     |     |     |     |     |
| 20 | François Migault      |     |     |     |     |     |     |     |     | 24  |     |     |     |     |     |
| 20 | Ian Ashley            |     |     |     |     |     |     |     |     |     |     | 20  |     |     |     |
| 20 | Jo Vonlanthen         |     |     |     |     |     |     |     |     |     |     |     | 27  |     |     |
| 20 | Renzo Zorzi           |     |     |     |     |     |     |     |     |     |     |     |     | 22  |     |
| 20 | Lella Lombardi        |     |     |     |     |     |     |     |     |     |     |     |     |     | 24  |
| 21 | Jacques Laffite       | 17  | 19  | 23  |     | NQ  | 17  |     | 15  | 16  | 19  | 15  | 12  | 18  | 21  |
| 21 | Tony Brise            |     |     |     | 18  |     |     |     |     |     |     |     |     |     |     |
| 21 | Ian Scheckter         |     |     |     |     |     |     | 20  |     |     |     |     |     |     |     |
| 22 | Graham Hill           | 22  | 20  | NQ  |     |     |     |     |     |     |     |     |     |     |     |
| 22 | Rolf Stommelen        |     |     |     | 9   |     |     |     |     |     |     |     | 24  | 23  |     |
| 22 | François Migault      |     |     |     |     |     | 22  |     |     |     |     |     |     |     |     |
| 22 | Vern Schuppan         |     |     |     |     |     |     | 26  |     |     |     |     |     |     |     |
| 22 | Alan Jones            |     |     |     |     |     |     |     | 17  | 20  | 20  | 21  |     |     |     |
| 23 | Rolf Stommelen        | 19  | 23  | 14  |     |     |     |     |     |     |     |     |     |     |     |
| 23 | François Migault      |     |     |     | 22  |     |     |     |     |     |     |     |     |     |     |
| 23 | Graham Hill           |     |     |     |     | NQ  |     |     |     |     |     |     |     |     |     |
| 23 | Tony Brise            |     |     |     |     |     | 7   | 17  | 7   | 12  | 13  | 17  | 16  | 6   | 17  |
| 24 | James Hunt            | 6   | 7   | 12  | 3   | 11  | 11  | 13  | 3   | 3   | 9   | 9   | 2   | 8   | 15  |
| 25 | Alan Jones            |     |     |     | 20  |     |     |     |     |     |     |     |     |     |     |
| 25 | Torsten Palm          |     |     |     |     | NQ  |     |     |     |     |     |     |     |     |     |
| 25 | Harald Ertl           |     |     |     |     |     |     |     |     |     |     | 23  |     |     |     |
| 25 | Brett Lunger          |     |     |     |     |     |     |     |     |     |     | 17  | 21  | 18  |     |
| 26 | Alan Jones            |     |     |     |     | 18  | 13  | 19  |     |     |     |     |     |     |     |
| 27 | Mario Andretti        | 10  | 18  | 6   | 4   | 13  |     | 15  |     | 15  | 12  | 13  | 19  | 15  | 5   |
| 28 | Mark Donohue          | 16  | 15  | 18  | 17  | 16  | 21  | 16  | 18  | 18  | 15  | 19  | 21  |     |     |
| 28 | John Watson           |     |     |     |     |     |     |     |     |     |     |     |     |     | 12  |
| 29 | Lella Lombardi        |     |     |     |     |     |     |     |     |     | 22  | 25  | 20  | 24  |     |
| 30 | Wilson Fittipaldi     | 23  | 21  | NQ  | 21  | NQ  | 24  | 25  | 24  | 23  | 24  | 22  | 20  |     | 23  |
| 30 | Arturo Merzario       |     |     |     |     |     |     |     |     |     |     |     |     | 26  |     |
| 31 | Dave Charlton         |     |     | 20  |     |     |     |     |     |     |     |     |     |     |     |
| 31 | Roelof Wunderink      |     |     |     | 19  | NQ  |     |     |     |     | NQ  |     |     | NQ  | 22  |
| 31 | Chris Amon            |     |     |     |     |     |     |     |     |     |     |     | 22  |     |     |
| 32 | Ian Scheckter         |     |     | 17  |     |     |     |     |     |     |     |     |     |     |     |
| 32 | Torsten Palm          |     |     |     |     |     |     | 21  |     |     |     |     |     |     |     |
| 32 | John Nicholson        |     |     |     |     |     |     |     |     |     | 26  |     |     |     |     |
| 32 | Harald Ertl           |     |     |     |     |     |     |     |     |     |     |     | 25  |     |     |
| 32 | Chris Amon            |     |     |     |     |     |     |     |     |     |     |     |     | 19  |     |
| 33 | Eddie Keizan          |     |     | 22  |     |     |     |     |     |     |     |     |     |     |     |
| 33 | Roelof Wunderink      |     |     |     |     |     |     |     |     |     |     |     | 26  |     |     |
| 34 | Guy Tunmer            |     |     | 25  |     |     |     |     |     |     |     |     |     |     |     |
| 34 | Harald Ertl           |     |     |     |     |     |     |     |     |     |     |     |     | 17  |     |
| 35 | Hiroshi Fushida       |     |     |     |     |     |     |     | NQ  |     | NQ  |     |     |     |     |
| 35 | Tony Trimmer          |     |     |     |     |     |     |     |     |     |     | NQ  | NQ  | NQ  |     |
| Nº | Pilota                | ARG | BRA | RSA | ESP | MON | BEL | SWE | NED | FRA | GBR | GER | AUT | ITA | USA |

## Classifiche

### Classifica piloti
Al primo andavano 9 punti, 6 al secondo, 4 al terzo, 3 al quarto, 2 al quinto e 1 al sesto classificato. Non erano assegnati punti a chi compiva il gpv o la pole. Per l'assegnazione del campionato erano validi i migliori sette risultati delle prime 8 corse e i migliori cinque delle ultime sei. In questo campionato però nessuno si trovò nella condizione di dover scartare punti. Per la Coppa Costruttori solo la prima vettura di ogni costruttore marca punti. Contavano gli 8 migliori risultati dei primi 9 gp, e 5 degli ultimi 6. Solo la Brabham-Ford Cosworth fu costretta a scartare due punti.
(Legenda) (risultati in grassetto indicano la pole position, risultati in corsivo indicano il giro veloce)
| Pos. | Pilota                |     |     |     |     |     |     |     |     |     |     |     |     |     |     | Punti |
| ---- | --------------------- | --- | --- | --- | --- | --- | --- | --- | --- | --- | --- | --- | --- | --- | --- | ----- |
| 1    | Niki Lauda            | 6   | 5   | 5   | Rit | 1   | 1   | 1   | 2   | 1   | 8   | 3   | 6   | 3   | 1   | 64,5  |
| 2    | Emerson Fittipaldi    | 1   | 2   | NC  | NP  | 2   | 7   | 8   | Rit | 4   | 1   | Rit | 9   | 2   | 2   | 45    |
| 3    | Carlos Reutemann      | 3   | 8   | 2   | 3   | 9   | 3   | 2   | 4   | 14  | Rit | 1   | 14  | 4   | Rit | 37    |
| 4    | James Hunt            | 2   | 6   | Rit | Rit | Rit | Rit | Rit | 1   | 2   | 4*  | Rit | 2   | 5   | 4   | 33    |
| 5    | Clay Regazzoni        | 4   | 4   | 16* | NC  | Rit | 5   | 3   | 3   | Rit | 13  | Rit | 7   | 1   | Rit | 25    |
| 6    | José Carlos Pace      | Rit | 1   | 4   | Rit | 3   | 8   | Rit | 5   | Rit | 2*  | Rit | Rit | Rit | Rit | 24    |
| 7    | Jody Scheckter        | 11  | Rit | 1   | Rit | 7   | 2   | 7   | 16* | 9   | 3*  | Rit | 8   | 8   | 6   | 20    |
| 8    | Jochen Mass           | 14  | 3   | 6   | 1   | 6   | Rit | Rit | Rit | 3   | 7*  | Rit | 4   | Rit | 3   | 20    |
| 9    | Patrick Depailler     | 5   | Rit | 3   | Rit | 5   | 4   | 12  | 9   | 6   | 9*  | 9   | 11  | 7   | Rit | 12    |
| 10   | Tom Pryce             | 12* | Rit | 9   | Rit | Rit | 6   | Rit | 6   | Rit | Rit | 4   | 3   | 6   | NC  | 8     |
| 11   | Vittorio Brambilla    | 9   | Rit | Rit | 5   | Rit | Rit | Rit | Rit | Rit | 6   | Rit | 1   | Rit | 7   | 6,5   |
| 12   | Jacques Laffite       | Rit | 11  | NC  |     | NQ  | Rit | Rit | 11  | Rit | Rit | 2   | Rit | NP  |     | 6     |
| 13   | Ronnie Peterson       | Rit | 15  | 10  | Rit | 4   | Rit | 9   | 15* | 10  | Rit | Rit | 5   | Rit | 5   | 6     |
| 14   | Mario Andretti        | Rit | 7   | 17* | Rit | Rit |     | 4   |     | 5   | 12* | 10* | Rit | Rit | Rit | 5     |
| 15   | Mark Donohue          | 7   | Rit | 8   | Rit | Rit | 11  | 5   | 8   | Rit | 5*  | Rit | NP  |     |     | 4     |
| 16   | Jacky Ickx            | 8   | 9   | 12  | 2   | 8   | Rit | 15  | Rit | Rit |     |     |     |     |     | 3     |
| 17   | Alan Jones            |     |     |     | Rit | Rit | Rit | 11  | 13  | 16  | 10  | 5   |     |     |     | 2     |
| 18   | Jean-Pierre Jarier    | NP  | Rit | Rit | 4   | Rit | Rit | Rit | Rit | 8   | 14* | Rit | Rit | Rit | Rit | 1,5   |
| 19   | Tony Brise            |     |     |     | 7   |     | Rit | 6   | 7   | 7   | 15* | Rit | 15  | Rit | Rit | 1     |
| 20   | Gijs van Lennep       |     |     |     |     |     |     | NA  | 10  | 15  | NA  | 6   |     |     |     | 1     |
| 21   | Lella Lombardi        |     |     | Rit | 6   | NQ  | Rit | Rit | 14  | 18  | Rit | 7   | 17  | Rit | NP  | 0,5   |
| -    | Rolf Stommelen        | 13  | 14  | 7   | Rit |     |     |     |     |     |     |     | 16  | Rit |     | 0     |
| -    | John Watson           | SQ  | 10  | Rit | 8   | Rit | 10  | 16  | Rit | 13  | 11* | Rit | 10  | NA  | 9   | 0     |
| -    | Harald Ertl           |     |     |     |     |     |     |     |     |     |     | 8   | Rit | 9   |     | 0     |
| -    | Hans-Joachim Stuck    |     |     |     |     |     |     |     |     |     | Rit | Rit | Rit | Rit | 8   | 0     |
| -    | Bob Evans             |     |     | 15  | Rit | NQ  | 9   | 13  | Rit | 17  | NA  | NA  | Rit | Rit |     | 0     |
| -    | Wilson Fittipaldi     | Rit | 13  | NQ  | Rit | NQ  | 12  | 17  | 11  | Rit | 19* | Rit | NP  |     | 10  | 0     |
| -    | Graham Hill           | 10  | 12  | NQ  |     | NQ  |     |     |     |     |     |     |     |     |     | 0     |
| -    | Brett Lunger          |     |     |     |     |     |     |     |     |     |     |     | 13  | 10  | Rit | 0     |
| -    | Torsten Palm          |     |     |     |     | NQ  |     |     |     |     | 10* |     |     |     |     | 0     |
| -    | Arturo Merzario       | NC  | Rit | Rit | Rit | NQ  | Rit |     |     |     |     |     |     | 11  |     | 0     |
| -    | Guy Tunmer            |     |     | 11  |     |     |     |     |     |     |     |     |     |     |     | 0     |
| -    | Chris Amon            |     |     |     |     |     |     |     |     |     |     |     | 12  | 12  |     | 0     |
| -    | Ian Scheckter         |     |     | Rit |     |     |     | Rit | 12  |     |     |     |     |     |     | 0     |
| -    | Jean-Pierre Jabouille |     |     |     |     |     |     |     |     | 12  |     |     |     |     |     | 0     |
| -    | Jim Crawford          |     |     |     |     |     |     |     |     |     | Rit |     |     | 13  |     | 0     |
| -    | Eddie Keizan          |     |     | 13  |     |     |     |     |     |     |     |     |     |     |     | 0     |
| -    | Dave Charlton         |     |     | 14  |     |     |     |     |     |     |     |     |     |     |     | 0     |
| -    | Damien Magee          |     |     |     |     |     |     | 14  |     |     |     |     |     |     |     | 0     |
| -    | Renzo Zorzi           |     |     |     |     |     |     |     |     |     |     |     |     | 14  |     | 0     |
| -    | Brian Henton          |     |     |     |     |     |     |     |     |     | 16* |     | NP  |     | NC  | 0     |
| -    | John Nicholson        |     |     |     |     |     |     |     |     |     | 17* |     |     |     |     | 0     |
| -    | Dave Morgan           |     |     |     |     |     |     |     |     |     | 18* |     |     |     |     | 0     |
| -    | Roelof Wunderink      |     |     |     | Rit | NQ  | INF |     |     |     | NQ  |     | NC  | NQ  | Rit | 0     |
| -    | François Migault      |     |     |     | NC  | NA  | Rit |     |     | NP  |     |     |     |     |     | 0     |
| -    | Mike Wilds            | Rit | Rit |     |     |     |     |     |     |     |     |     |     |     |     | 0     |
| -    | Vern Schuppan         |     |     |     |     |     |     | Rit |     |     |     |     |     |     |     | 0     |
| -    | Ian Ashley            |     |     |     |     |     |     |     |     |     | NA  | NP  |     |     |     | 0     |
| -    | Jo Vonlanthen         |     |     |     |     |     |     |     |     |     |     |     | Rit |     |     | 0     |
| -    | Michel Leclère        |     |     |     |     |     |     |     |     |     |     |     |     |     | Rit | 0     |
| -    | Tony Trimmer          |     |     |     |     |     |     |     |     |     |     | NQ  | NQ  | NQ  |     | 0     |
| -    | Hiroshi Fushida       |     |     |     |     |     |     |     | NQ  |     | NQ  |     |     |     |     | 0     |
| -    | Néstor García Veiga   | NA  | NA  |     |     |     |     |     |     |     |     |     |     |     |     | 0     |
| -    | Henri Pescarolo       |     |     |     |     | NA  |     |     |     |     |     |     |     |     |     | 0     |
| -    | Dave Walker           |     |     |     |     |     | NA  | NA  |     |     |     |     |     |     |     | 0     |
| -    | Ewald Boisitz         |     |     |     |     |     |     |     |     |     |     |     | NA  |     |     | 0     |
| Pos. | Pilota                |     |     |     |     |     |     |     |     |     |     |     |     |     |     | Punti |

| Legenda | 1º posto     | 2º posto | 3º posto    | A punti         | Senza punti/Non class.  | Grassetto – Pole position Corsivo – Giro più veloce |
| Legenda | Squalificato | Ritirato | Non partito | Non qualificato | Solo prove/Terzo pilota | Grassetto – Pole position Corsivo – Giro più veloce |

* Indica quei piloti che non hanno terminato la gara ma sono ugualmente classificati avendo coperto, come previsto dal regolamento, almeno il 90% della distanza totale.
- Nel Gran Premio di Spagna e nel Gran Premio d'Austria venne assegnata la metà dei punti previsti, in quanto le gare vennero interrotte prima del raggiungimento del 75% della lunghezza prevista.

### Classifica costruttori
La classifica indica il miglior piazzamento ottenuto da una delle vetture dello stesso costruttore. Il grassetto indica che una vettura di quel costruttore ha ottenuto la pole, il corsivo indica il giro veloce, anche se non ottenuti dalla vettura che ha marcato la posizione migliore.
Al primo andavano 9 punti, 6 al secondo, 4 al terzo, 3 al quarto, 2 al quinto e 1 al sesto classificato. Non erano assegnati punti a chi compiva il gpv o la pole. Per l'assegnazione del campionato erano validi i migliori sette risultati delle prime 8 corse e i migliori cinque delle ultime sei. In questo campionato però nessuno si trovò nella condizione di dover scartare punti. Per la Coppa Costruttori solo la prima vettura di ogni costruttore marca punti. Contavano gli 8 migliori risultati dei primi 9 gp, e 5 degli ultimi 6. Solo la Brabham-Ford Cosworth fu costretta a scartare due punti.
(Legenda) (risultati in grassetto indicano la pole position, risultati in corsivo indicano il giro veloce)
| Pos. | Costruttore     | ARG | BRA | RSA | ESP | MON | BEL | SWE | NED | FRA | GBR | GER | AUT | ITA | USA | Punti   |
| ---- | --------------- | --- | --- | --- | --- | --- | --- | --- | --- | --- | --- | --- | --- | --- | --- | ------- |
| 1    | Ferrari         | 4   | 4   | 5   | NC  | 1   | 1   | 1   | 2   | 1   | 8   | 3   | 6   | 1   | 1   | 72,5    |
| 2    | Brabham-Ford    | 3   | 1   | 2   | (3) | 3   | 3   | 2   | 4   | 14  | 2   | 1   | 14  | 4   | Rit | 54 (56) |
| 3    | McLaren-Ford    | 1   | 2   | 6   | 1   | 2   | 7   | 8   | Rit | 3   | 1   | Rit | 4   | 2   | 2   | 53      |
| 4    | Hesketh-Ford    | 2   | 6   | Rit | Rit | Rit | Rit | 10* | 1   | 2   | 4   | 8   | 4   | 5   | 4   | 33      |
| 5    | Tyrrell-Ford    | 5   | Rit | 1   | Rit | 5   | 2   | 7   | 9   | 6   | 3   | 9   | 8   | 7   | 6   | 25      |
| 6    | Shadow-Ford     | Rit | Rit | 9   | 4   | Rit | 6   | Rit | 6   | 8   | 14  | 4   | 5   | 6   | NC  | 9,5     |
| 7    | Lotus-Ford      | 8   | 9   | 10  | 2   | 4   | Rit | 9   | 15* | 10  | 16  | Rit | 5   | 13  | 5   | 9       |
| 8    | March-Ford      | 9   | Rit | Rit | 5   | Rit | Rit | Rit | 14  | 18  | 5   | 7   | 1   | Rit | 7   | 7,5     |
| 9    | Williams-Ford   | NC  | 11  | NC  | 7   | NQ  | Rit | 14  | 12  | 11  | Rit | 2   | Rit | 14  | NP  | 6       |
| 10   | Parnelli-Ford   | Rit | 7   | 17  | Rit | Rit |     | 4   |     | 5   | 12  | 10  | Rit | Rit | Rit | 5       |
| 11   | Hill-Ford       |     |     | 7   | Rit | NQ  | Rit | 6   | 7   | 7   | 10  | 5   | 15  | Rit | Rit | 3       |
| 12   | Penske-Ford     | 7   | Rit | 8   | Rit | Rit | 11  | 5   | 8   | Rit |     |     |     |     | 9   | 2       |
| 13   | Ensign-Ford     |     |     |     | Rit | NQ  | NA  | NA  | 10  | 15  | NQ  | 6   | NC  | 12  | Rit | 1       |
| 14   | Surtees-Ford    | SQ  | 10  | Rit | 8   | Rit | 10  | 16  | Rit | 13  | 11  |     | 10  | NA  |     | 0       |
| 15   | BRM             | Rit | Rit | 15  | Rit | NQ  | 9   | 13  | Rit | 17  | NA  | NA  | Rit | Rit |     | 0       |
| 16   | Fittipaldi-Ford | Rit | 13  | NQ  | Rit | NQ  | 12  | 17  | 11  | Rit | 19  | Rit | NP  | 11  | 10  | 0       |
| 17   | Lola-Ford       | 10  | 12  | NQ  |     | NA  |     |     |     |     |     |     |     |     |     | 0       |
| 18   | Lyncar-Ford     |     |     |     |     |     |     |     |     |     | 17  |     |     |     |     | 0       |
|      | Shadow-Matra    |     |     |     |     |     |     |     |     |     |     |     | Rit | Rit |     | -       |
|      | Maki-Ford       |     |     |     |     |     | NA  | NA  | NQ  |     | NQ  | NQ  | NQ  | NQ  |     | -       |
|      | Berta-Ford      | NA  | NA  |     |     |     |     |     |     |     |     |     |     |     |     | -       |
| Pos. | Costruttore     | ARG | BRA | RSA | ESP | MON | BEL | SWE | NED | FRA | GBR | GER | AUT | ITA | USA | Punti   |

| Colore  | Risultati                                                         |
| ------- | ----------------------------------------------------------------- |
| Oro     | Vincitore                                                         |
| Argento | 2º posto                                                          |
| Bronzo  | 3º posto                                                          |
| Verde   | Finita, a punti                                                   |
| Blu     | Finita, senza punti Finita, non classificato (NC)                 |
| Viola   | Non finita (Rit)                                                  |
| Rosso   | Non qualificato (NQ) Non pre-qualificato (NPQ)                    |
| Nero    | Squalificato (SQ)                                                 |
| Bianco  | Non partito (NP)                                                  |
| Celeste | Disputa solo le prove (SP)                                        |
| Celeste | Iscritto alle prove libere - Terzo pilota (TP) - dal 2003 al 2006 |
| Vuoto   | Non prende parte alle prove (NPR)                                 |
| Vuoto   | Iscritto ma non presente, non arrivato (NA)                       |
| Vuoto   | Ritirato prima dell'evento (WD)                                   |
| Vuoto   | Infortunato (INF)                                                 |
| Vuoto   | Escluso (ES)                                                      |
| Vuoto   | Gara cancellata (C)                                               |

* Indica quelle vetture che non hanno terminato la gara ma sono ugualmente classificate avendo coperto, come previsto dal regolamento, almeno il 90% della distanza totale.
- Nel Gran Premio di Spagna e nel Gran Premio d'Austria venne assegnata la metà dei punti previsti, in quanto le gare vennero interrotte prima del raggiungimento del 75% della lunghezza prevista.

## Gare non valide per il mondiale
Nella stagione vennero disputate anche tre gare non valide per il campionato del mondo.
| Gara | Gran Premio               | Data      | Circuito     | Pole Position      | GPV                           | Vincitore      | Costruttore | Resoconto |
| ---- | ------------------------- | --------- | ------------ | ------------------ | ----------------------------- | -------------- | ----------- | --------- |
| 1    | Race of Champions         | 16 marzo  | Brands Hatch | Tom Pryce          | Tom Pryce                     | Tom Pryce      | Shadow-Ford | Resoconto |
| 2    | BRDC International Trophy | 13 aprile | Silverstone  | James Hunt         | James Hunt Emerson Fittipaldi | Niki Lauda     | Ferrari     | Resoconto |
| 3    | Gran Premio di Svizzera   | 24 agosto | Digione      | Jean-Pierre Jarier | Jean-Pierre Jarier            | Clay Regazzoni | Ferrari     | Resoconto |

Nel 1975 si tenne anche l'ultima edizione del Campionato sudafricano di Formula 1.